# Torre Eiffel
La torre Eiffel (in francese tour Eiffel, pronuncia: [tuʁ ɛfɛl]) è una torre metallica completata nel 1889 in occasione dell'Esposizione universale e poi divenuta il monumento più famoso di Parigi, conosciuto in tutto il mondo come simbolo della città stessa e della Francia.

## Storia

### La progettazione: Koechlin, Nouguier, Sauvestre
‍Il grande sviluppo industriale consentì la costruzione di edifici sempre più alti. Ciò fu possibile grazie all'entrata in produzione di nuovi materiali edilizi, come le ghise e l'acciaio impiegati per produrre travi e altri elementi strutturali analoghi che, con le loro alte resistenze ai carichi, rivoluzionarono il modo di costruire. In questi anni, segnati dal progresso industriale, l'idea di una torre svettante che sfidasse la gravità era già nell'aria: basti pensare all'inglese Richard Trevithick, che già nel 1833 aveva progettato una colonna di ghisa traforata alta mille piedi, poi mai realizzata.
Quando, sul finire del 1884, il governo francese annunciò di voler salutare l'Esposizione universale del 1889 di Parigi - la decima di quelle rassegne consacrate ai fasti della produzione industriale - con un'opera di dimensioni colossali, Maurice Koechlin e Émile Nouguier aderirono entusiasticamente all'impresa. Koechlin e Nouguier erano due ingegneri alle dipendenze della Compagnie des Établissements Eiffel, una fiorente ditta gestita da Gustave Eiffel, uno dei più accreditati «architetti del ferro» del periodo, e l'idea che avevano avuto era ambiziosa: si trattava di un «imponente pilastro metallico, formato da quattro travi reticolari svasate in basso che si congiungono in cima, legate tra loro mediante traverse disposte a intervalli regolari». Il ferro era ovviamente l'unico materiale adeguato a una costruzione di una simile portata.
Eiffel, pur consentendo a Koechlin e Nouguier di proseguire i loro studi, inizialmente riservò al progetto iniziale solo un'attenzione distratta; in un secondo momento ne intuì la genialità e, pertanto, si avvalse della collaborazione di Stephen Sauvestre, ingegnere capo del dipartimento di architettura della sua società. L'apporto tecnico di Sauvestre fu fondamentale non solo sotto il profilo tecnico - egli, infatti, contribuì a correggere vari errori di fondo del progetto di Koechlin e Nouguier - bensì anche sotto quello estetico, in quanto modificò la forma della torre per renderla più accattivante agli occhi dell'opinione pubblica, con l'aggiunta di linee meno spigolose e più aggraziate, ingentilite anche con molti ornamenti.

#### Una «mostruosa opera» o «uno strano capolavoro di metallo»?

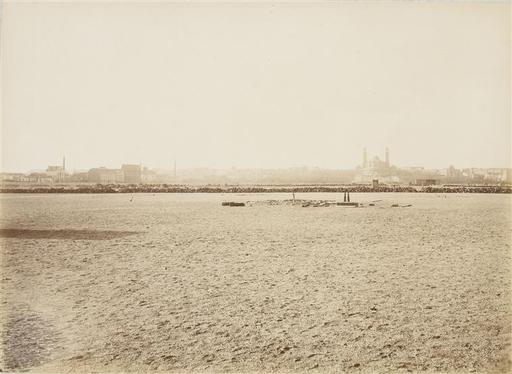
Gli Champ de Mars prima dell'erezione della torre in una foto del 1887

Lo stesso Eiffel contribuì al progetto con vari ritocchi e perfezionamenti, e iniziò a esaltarne pubblicamente le lodi, a tal punto da acquistare nel settembre del 1884 il brevetto per la «nuova configurazione che permetteva la costruzione di supporti metallici e piloni in grado di superare i 300 metri d’altezza», messa a punto dai suoi dipendenti. Ciò malgrado, il progetto della torre incontrò forti resistenze, e furono in molti a pensare che la costruzione di un monumento così impattante per il panorama urbano parigino non potesse essere affidata a un semplice costruttore di ponti (Eiffel, all'epoca, doveva infatti la propria notorietà alla costruzione di viadotti ferroviari in ferro). Il più aggressivo dei critici fu Jules Bourdais, costruttore del celebre palazzo del Trocadéro, il quale immaginò di erigere al posto della torre Eiffel una torre di dimensioni colossali «sormontata da una fonte d'energia elettrica per l'illuminazione di Parigi», così da illuminare «facilmente il Bois de Boulogne e l'intero territorio di Neuilly e Levallois fino alla Senna».
Tale progetto, tuttavia, non venne mai messo in essere, poiché era troppo costoso e segnato da difficoltà ingegneristiche insormontabili (non avrebbe mai potuto resistere alla furia dei venti, né il basamento era in grado di sorreggere un simile peso). Malgrado ciò, il progetto di Bourdais continuò a godere di grande popolarità nella scena architettonica parigina, che seguitò a osteggiare il progetto di Eiffel e, al contempo, a fare pressioni sul governo affinché si decidesse ad approvare la costruzione del monumentale faro. Particolarmente aspra fu la critica di Paul Planat, direttore della rivista di architettura La Construction moderne, il quale bollò la torre con clamorosi giudizi di demerito, definendola «un'impalcatura fatta di sbarre e di ferro angolare, priva di qualsiasi senso artistico», dotata di un aspetto mostruoso, «che dava la brutta sensazione di incompiutezza».

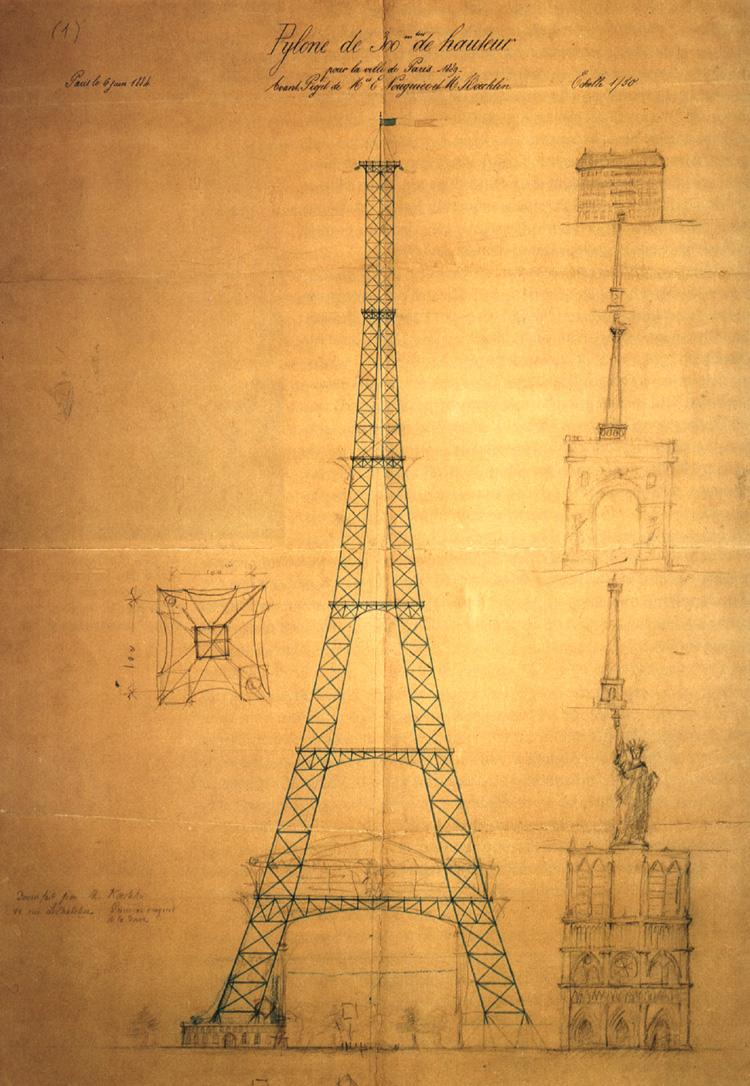
Il progetto iniziale di Koechlin e Nouguier, con le dimensioni della colossale torre rapportate ad altri monumenti celebri, come la cattedrale di Notre-Dame, la statua della Libertà e la colonna Vendôme

La ferocia di queste accuse non bastò tuttavia a far vacillare il parere di Édouard Lockroy, ministro per il Commercio e presidente della commissione della fiera. Era intenzione del Lockroy scegliere un monumento destinato a diventare «unico al mondo [...] una delle curiosità più interessanti della capitale» e, per questo motivo, non si lasciò intimidire dagli osteggi contro Eiffel e invitò tutti i competitori a presentare i propri progetti entro il 18 maggio 1886. Fra i progetti proposti ve ne era uno che prevedeva la costruzione di un gigantesco irrigatore, così da fronteggiare efficacemente siccità o altre emergenze analoghe che avrebbero potuto colpire Parigi; un altro architetto, invece, concepì persino una monumentale ghigliottina da erigere all'ingresso dell'Esposizione, così da ricordare le vittime del Terrore. Nonostante l'assurdità di questi progetti, la campagna denigratrice contro la torre attirò nuovi adepti, tutti notevolmente concordi nel denunciare la presunta impossibilità di costruire una struttura simile. Questi detrattori, infatti, accusavano Eiffel di non essere in grado di progettare una torre capace di contrastare adeguatamente l'azione del vento, ed erano scettici sul fatto che riuscisse a trovare manodopera disposta a lavorare ad altezze talmente elevate.
Eiffel, tuttavia, sapeva di possedere una robusta competenza nel campo della matematica e della fisica che gli avrebbe consentito di progettare un edificio che potesse resistere alla forza dei venti, e gli operai della sua ditta erano già abituati a lavorare sospesi ad altezze vertiginose. Ciò, tuttavia, non bastò a placare il pubblico parigino, che paventò persino l'assurda ipotesi che la torre Eiffel potesse magnetizzarsi e attrarre tutti gli oggetti ferrosi della capitale. Per agitare l'opinione pubblica venne addirittura pubblicato un pamphlet denominato La questione ebraica, nel quale si faceva leva sull'antisemitismo che covava nell'intimo di molti francesi e si affermava che Eiffel «null'altro era se non un ebreo tedesco»: per questo motivo, dunque, bisognava assolutamente impedire che venisse vergognosamente costruita «une tour juive». Se Eiffel non venne minimamente scalfito dai precedenti commenti, forte della propria esperienza ingegneristica, non poté certo ignorare questo scritto tracimante di disprezzo e di esterofobia e, pertanto, decise di pubblicare sulle colonne del quotidiano Le Temps il seguente commento: «Non sono né ebreo né tedesco. Sono nato a Digione, in Francia, da genitori francesi e cattolici».
Sembrava quindi impossibile che Édouard Lockroy, notoriamente un «uomo di gusto», potesse approvare l'edificazione della «mostruosa opera di Eiffel» o «lasciare in eredità la sua orribile impalcatura», per usare le sprezzanti parole di Planat. Lockroy, tuttavia, scelse proprio la Tour en fer de trois cent mètres, ritenendo gli altri progetti irrealizzabili o, nel caso della ghigliottina gigante, decisamente fuori luogo. Della torre, Lockroy stimava «il carattere particolare» e il fatto di essere «un originale capolavoro di metallo»: a suo giudizio, inoltre, si trattava della costruzione più idonea per ribadire la grandeur della Francia, offuscata dalla disfatta di Napoleone III nella guerra franco-prussiana e dalla cruenta rivolta della Comune di Parigi, e, anzi, per ribadirne la superiorità rispetto agli altri paesi rivali, come gli Stati Uniti. Già molti ingegneri americani avevano infatti tentato di costruire edifici dalle altezze vertiginose, ma non riuscirono a predisporre gli strumenti per attuare un simile progetto. Eiffel, secondo il giudizio di Lockroy, era invece riuscito a conciliare la propria esperienza nel campo della scienza delle costruzioni a un raffinatissimo gusto estetico. La torre, inoltre, sarebbe divenuta un importante sito turistico e avrebbe attratto all'Esposizione folle di visitatori impazienti di salire su un edificio alto 300 metri.

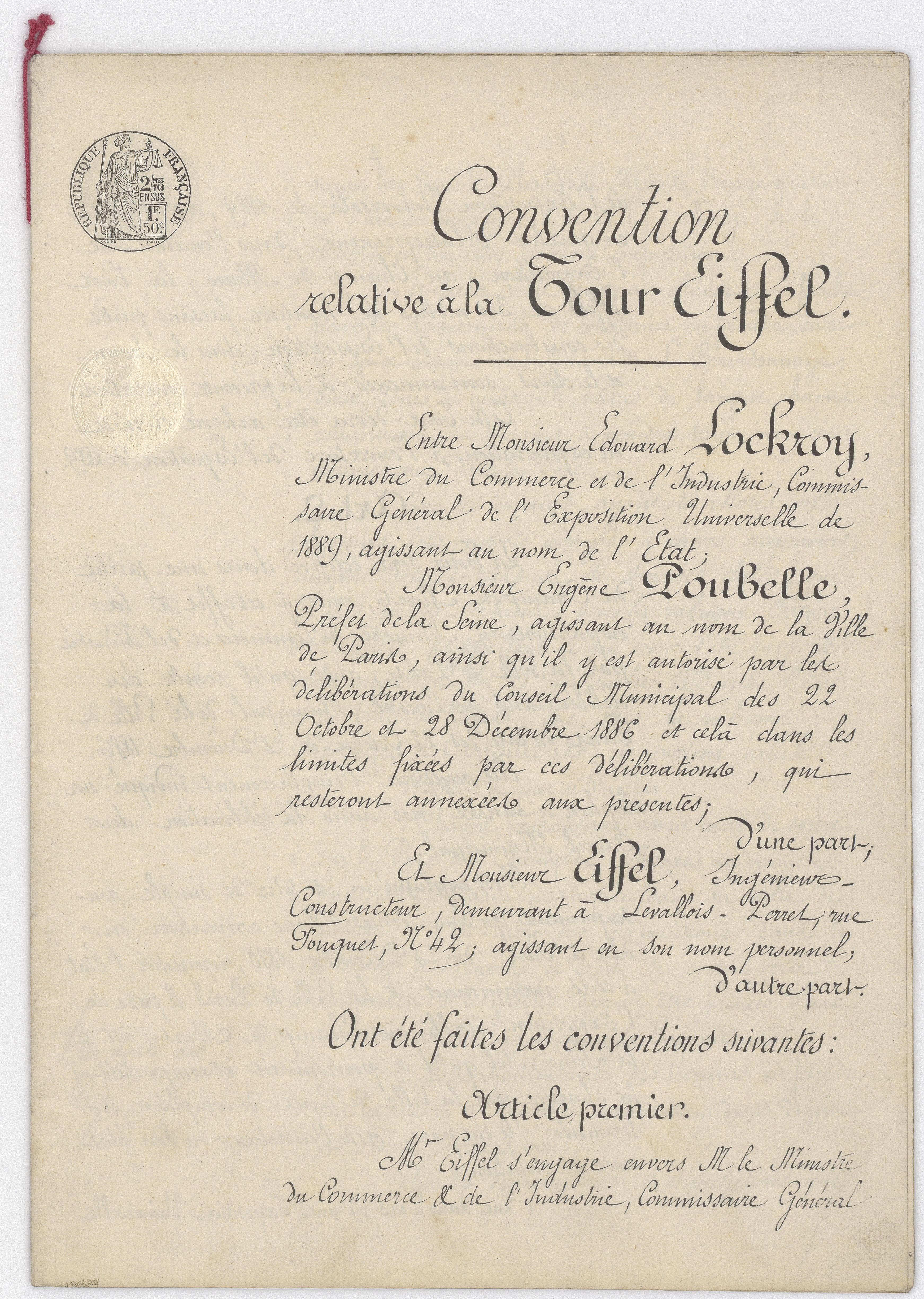
Convenzione conclusa l'8 gennaio 1887 tra lo Stato, rappresentato dal ministro Édouard Lockroy, la città di Parigi, rappresentata dal prefetto della Senna Eugène Poubelle, e Gustave Eiffel, circa la collocazione e le modalità di costruzione e utilizzo della Tour de 300 mètres

#### Tra allusioni maliziose e gentildonne attaccabrighe
A seguito dell'avallo di Lockroy, Eiffel passò un periodo di incertezze e di turbamenti. Per costruire la torre, infatti, ci volevano ben 5 milioni di franchi, e il governo francese - inizialmente favorevole a finanziare interamente l'intervento - si dichiarò poi disposto a contribuire con soli 1,5 milioni di franchi, relegando all'ingegnere l'onere di trovare altri investitori interessati a contribuire alla causa. Per reperire i fondi necessari, Eiffel dovette prendere la decisione di mantenere la torre in loco per venti anni, così da coprire le varie spese con la bigliettazione e le concessioni dei ristoranti. Siglato l'accordo, tuttavia, non si fecero avanti investitori, a tal punto che Eiffel temette seriamente di non vedere mai avviata la costruzione della torre, né tanto meno di vederla ultimata.

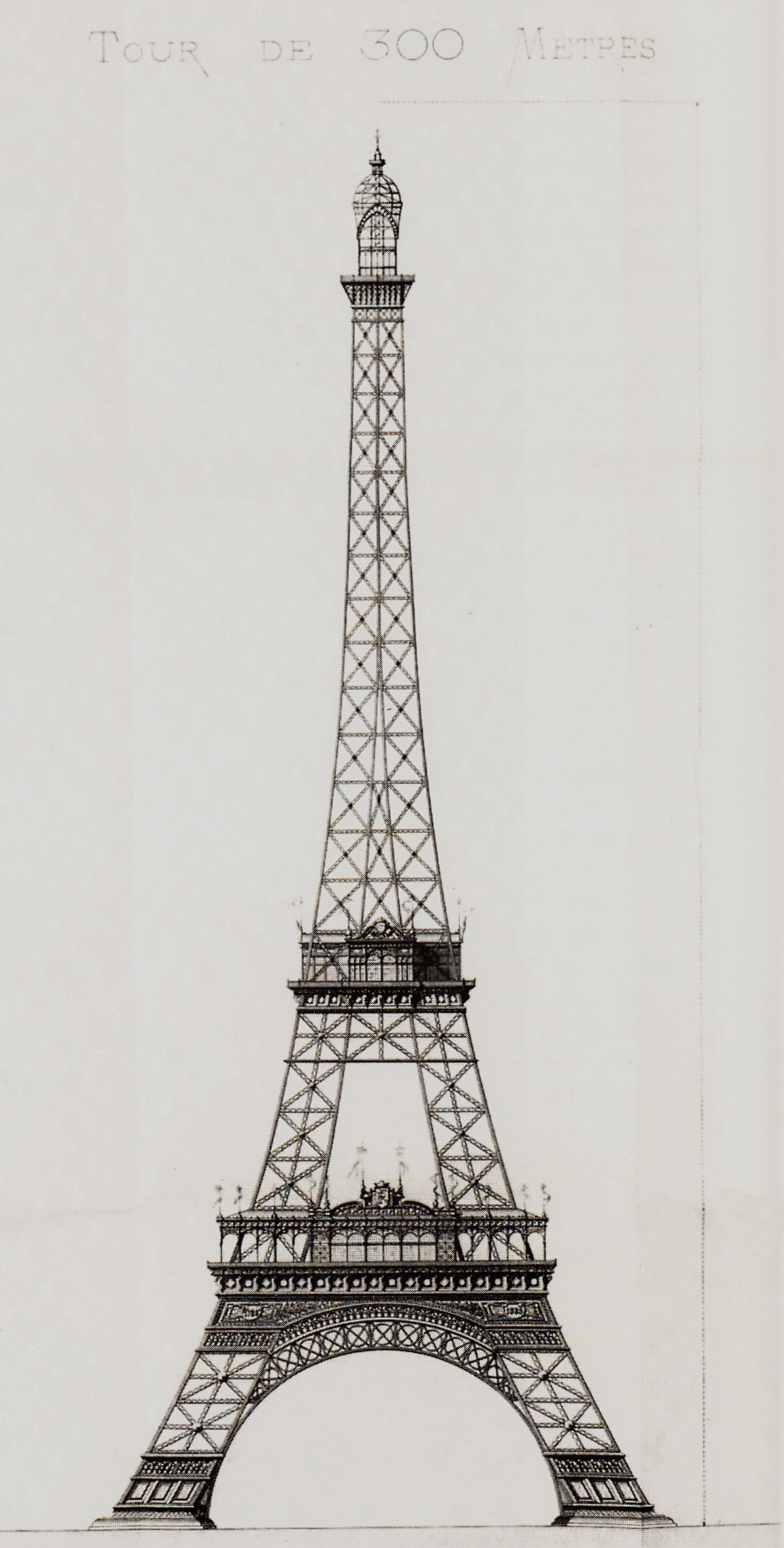
Il progetto finale di Stephen Sauvestre

Né meno problematica fu la vexata quaestio dell'ubicazione della torre: «Ha senso costruirla al fondo della valle della Senna? Non è meglio scegliere una posizione elevata, un'altura che, fungendo da piedistallo, la renderebbe ancora più spettacolare? Svettando sui palazzi dello Champ de Mars, la gigantesca torre non li eclisserebbe? È una buona idea collocare un monumento permanente su un'area che sicuramente servirà a future esposizioni?». Eiffel, tuttavia, era fermamente intenzionato a erigere la torre sullo Champ de Mars, così da offrire un accesso monumentale all'Esposizione universale: ciò, tuttavia, scatenò le ire dei militari, tutt'altro che rallegrati dal fatto che un edificio così impattante sarebbe rimasto sulla piazza d'arme non per la sola durata dell'Esposizione, bensì per venti lunghi anni. Eiffel, dunque, fu costretto a traslare la torre in prossimità del fiume e, per di più, a progettare fondamenta ancora più sofisticate e, dunque, dispendiose: «queste fondamenta sono per me molto più costose di quelle che erano state progettate per lo Champ de Mars», si sarebbe poi rammaricato Eiffel.
Intanto la torre continuò a subire fasi alterne di apprezzamento e di aperta ostilità da parte dei parigini. Il potente politico Pierre Tirard, ad esempio, era fortemente contrario alla costruzione di un edificio così «anti-artistico, in stridente contrasto con la genialità dei francesi [...] , più adatto all'America (dove il gusto non è ancora molto sviluppato) che all'Europa, tanto meno alla Francia». Il repubblicano Georges Clemenceau, invece, tentennò di più, e ammise che la torre Eiffel era «una creazione straordinaria, magari brutta e assurda, ma in grado di attirare folle di visitatori stranieri [...] Dovremmo dare un milione e mezzo di franchi a Eiffel solo perché tutti gli inglesi possano salire trecento metri sopra il livello della Senna». Vi furono alcuni, come la contessa di Poix, che si sentirono persino minacciati dalla prospettiva di vivere all'ombra della torre (la quale non solo sarebbe potuta crollare rovinosamente, bensì anche attrarre pericolosi fulmini), e pertanto sporsero denuncia: «la nobildonna [la contessa di Poix, ndr] sostiene che la costruzione della torre Eiffel non solo costituisce una minaccia per la sua dimora, ma per anni bloccherà la zona più incantevole dello Champ de Mars, l'unica in cui ella è solita recarsi per i suoi quotidiani esercizi fisici», riporta il New York Times.
Non mancarono neanche i ferventi ammiratori, come monsieur Rastignac de L'Illustration, il quale - accusando Tirard e Clemenceau di essere incredibilmente ottusi - difese energicamente la torre, destinata a essere universalmente apprezzata dai francesi, popolo che andava «pazzo per gli eventi sensazionali e vertiginosi, inaspettati e colossali, divertenti e fantasiosi». L'entusiastico parere di Rastignac, tuttavia, non bastò a far cambiare idea a Paul Planat, il più battagliero degli oppositori della torre, che il 18 dicembre 1886 arrivò persino a organizzare una cena, alla quale vennero invitati numerosissimi studenti della École des Beaux-Arts: l'obiettivo di questo evento mondano, ovviamente, era quello di denigrare la torre, tra un bicchiere di champagne e l'altro. Eiffel fu particolarmente dispiaciuto quando seppe che persino Charles Garnier, l'ammiratissimo architetto dell'Opéra di Parigi, si era cimentato in sperticate chanson volte a screditare «quell'imbuto piantato sul suo grasso sedere». A preoccuparlo di più, tuttavia, era la denuncia della contessa di Poix, ma anche la prospettiva di vedere andare in fumo tutti gli sforzi compiuti per preparare le 1 700 tavole dell'intelaiatura della torre e i 3629 disegni necessari per fabbricare i 18 000 segmenti metallici per il traliccio portante della struttura.

### La costruzione

#### Gli inizi

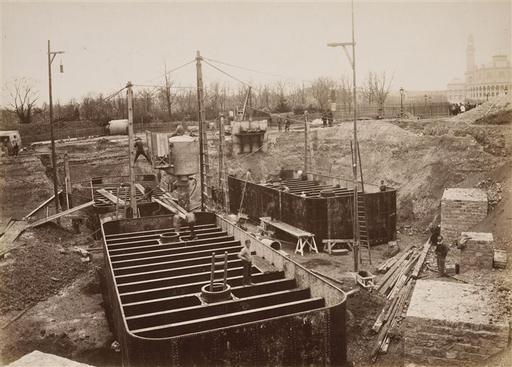
Pierre Petit, Le fondamenta della torre Eiffel (1887), fotografia, Museo d'Orsay, Parigi

Mentre il 1887 si profilava all'orizzonte, Eiffel era un uomo completamente disincantato. Il 22 dicembre 1886 scrisse una lettera a Édouard Lockroy per comunicargli che «i ritardi occorsi nella chiusura del contratto stanno creando una situazione davvero molto grave». Arrivò persino a scrivere un documento da indirizzare al governo dove enunciava ordinatamente, uno dopo l'altro, i vari ostacoli che si erano opposti all'edificazione della torre:
(Gustave Eiffel)
Questa lettera, tuttavia, non venne mai spedita, siccome Eiffel decise di pagare di tasca propria le spese legali dovute alla denuncia della contessa di Poix e si dichiarò persino disposto a risarcire la parte lesa in caso di crollo parziale o totale della struttura, avvalendosi a tal fine anche del contributo di avvocati qualificati. In breve tempo, dunque, si sbloccò il contenzioso e il 7 gennaio 1887 Eiffel stipulò finalmente il contratto con la municipalità di Parigi e il governo francese. Tre settimane dopo, il 28 gennaio, ebbe inizio la costruzione della torre. Per prima cosa si provvedette all'erezione delle fondamenta, resa possibile grazie ad alcune trivellazioni con le quali ci si era accertati che «il sottosuolo dello Champ de Mars era composto da uno spesso strato di argilla in grado di sostenere un peso che variava tra i 20 e i 25 kg al cm2, ricoperto da uno strato di sabbia e ghiaia di vari spessori, ideale per sorreggere le fondamenta».

#### La «protesta degli artisti»

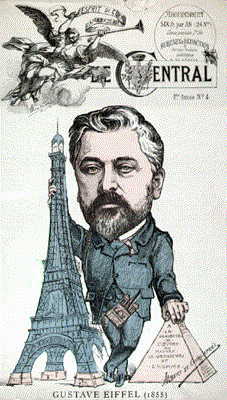
Caricatura pubblicata il 14 febbraio 1887 sul giornale Le Temps raffigurante Gustave Eiffel mentre sfiora con la mano destra la sommità della sua torre

Non tutti, tuttavia, erano così soddisfatti. Il settimanale L'illustration, quando la torre iniziò a dotarsi di una propria fisionomia, tuonò sul progetto di Eiffel, ritenendolo «un faro, un chiodo, un candelabro [...] la cui costruzione non avrebbe mai dovuto essere permessa, ma che per i politici che ne hanno concepito l'idea rappresenta "il simbolo della civiltà industriale"». Gli eventi presero una piega ancora meno piacevole quando quarantasette tra gli artisti e intellettuali più prestigiosi del tempo, inquietati da quel colosso di ferro forgiato che cresceva giorno dopo giorno, decisero di mobilitarsi in extremis per bloccarne la costruzione. Fu così che il 14 febbraio venne sottoscritta una lettera traboccante d'ira, pubblicata sul giornale Les Temps e indirizzata al funzionario della municipalità di Parigi Adolphe Alphand, nella quale si chiedeva di bloccare immediatamente la costruzione di quella «torre ridicola e vertiginosa che sovrasta Parigi come la gigantesca ciminiera di una qualsiasi fabbrica, schiacciando ogni cosa con la sua massa barbara e sinistra». Nella lettera, firmata dai pittori Ernest Meissionier e William-Adolphe Bouguereau, l'architetto Garnier, gli scrittori Guy de Maupassant e Alexandre Dumas fils e decine di altri nomi altrettanto importanti, si leggeva:
La costruzione della torre, tuttavia, era già iniziata, e pertanto quest'iniziativa di protesta non riuscì a raggiungere i propri scopi. Di seguito si riporta la risposta di Lockroy:
(Édouard Lockroy)
La risposta di Eiffel fu invece:
(Gustave Eiffel)

#### La torre Eiffel prende forma
Nel 1887 Eiffel ingaggiò il fotografo Edouard Durandelle per documentare i lavori in corso della torre. Egli, tuttavia, non fu l'unico a interessarsi al brulicante cantiere, che fu sin da subito oggetto di numerosissimi scatti. Molto interessante è la serie proposta di seguito, la quale testimonia fedelmente l'ascesa della torre:

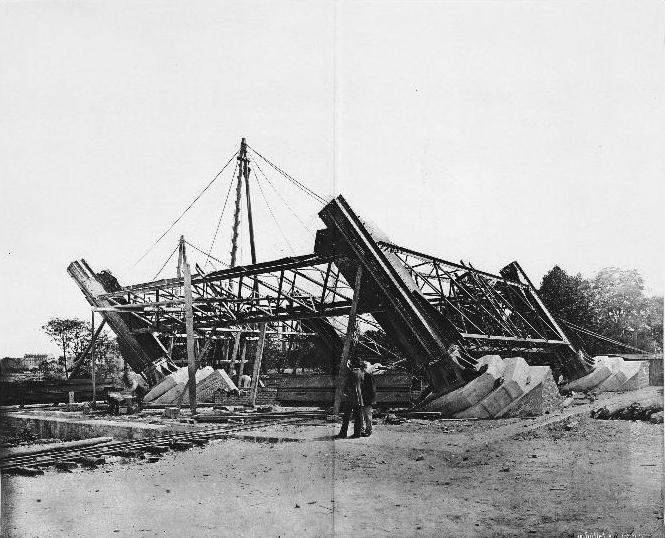
Inizio della costruzione dell'apparato metallico
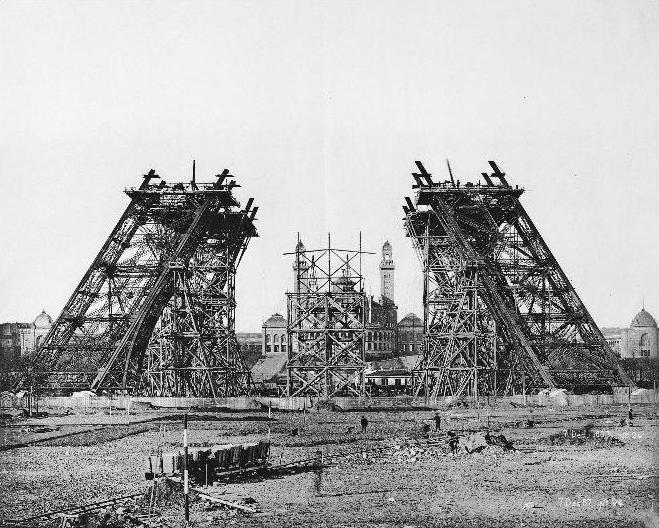
7 dicembre 1887: costruzione dei quattro piloni con la relativa impalcatura metallica
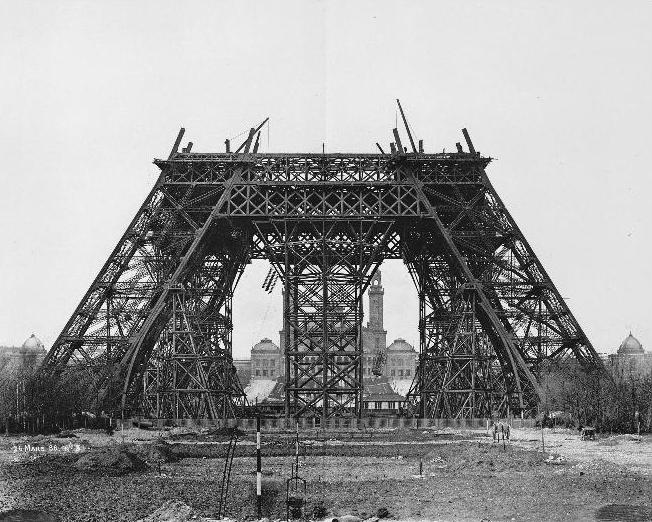
20 marzo 1888: il primo livello è completato
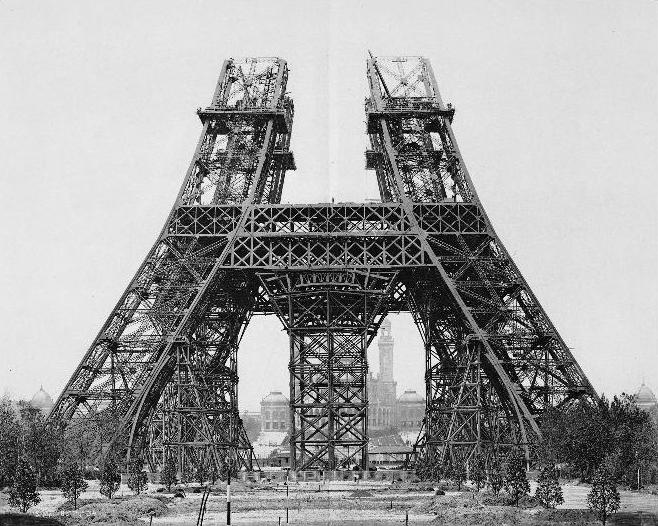
15 maggio 1888: inizio della costruzione del secondo livello
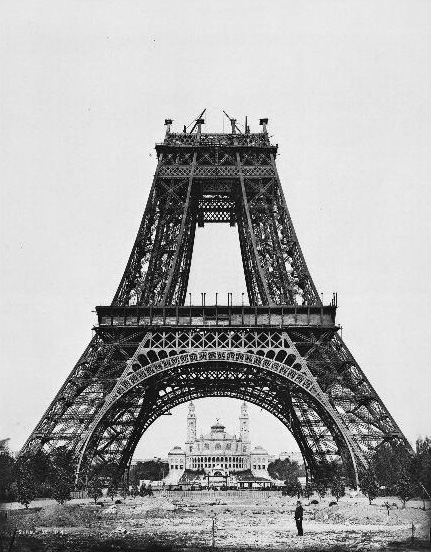
21 agosto 1888: il secondo livello è completato
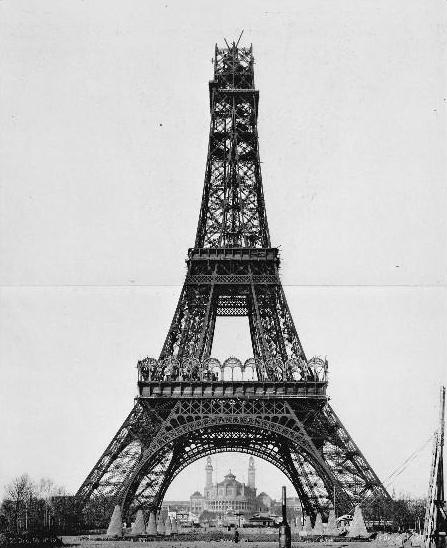
26 dicembre 1888: costruzione del livello superiore
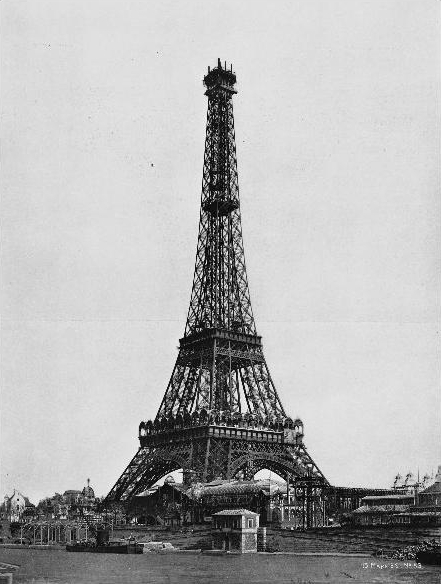
15 marzo 1889: costruzione della cupola

Le fondamenta vennero completate molto rapidamente. Per usare le parole di Joseph Hariss, alla fine «ogni pilastro era poggiato su un basamento massiccio di pietra e cemento sistemato in senso obliquo rispetto al terreno, in modo che le colonne ricurve, che dovevano sopportare il peso della torre, potessero esercitare la loro spinta ad angolo retto rispetto alla massa. All'interno di ogni buca veniva versato un letto di cemento a presa rapida dello spessore di sei metri circa che sarebbe servito come base provvisoria per la muratura. Sul cemento, Eiffel fece sistemare enormi blocchi di calcare estratto a Souppes-sur-Loing, nel centro della Francia [...]. Al centro di ogni massa furono incastrati due grandi bulloni di ancoraggio lunghi quasi otto metri e con un diametro di circa dieci centimetri, a cui venne fissata una puntazza cilindrica di ferro, munita di flangia; la colonna era assicurata alla puntazza, fissandosi così saldamente nella massa lapidea». Le fondamenta, completate alla fine di giugno 1887, erano dotate anche di sedici martinetti idraulici, grazie ai quali «ogni pilastro può essere spostato e alzato quanto basta con l'inserimento di un cuneo di acciaio», in modo da livellare opportunamente la prima piattaforma, che doveva essere perfettamente piana.
La torre Eiffel si può considerare il caso più celebre ed esemplare di monumento che, oggi universalmente apprezzato, al momento della sua costruzione fu oggetto di infinite polemiche e vilipendi. Di seguito riportiamo le varie critiche che interessarono la struttura: nel caso siano già state menzionate nel corpo del testo, si riporta anche il codice identificativo del paragrafo relativo.
- «È un'impalcatura fatta di sbarre e di ferro angolare, priva di qualsiasi senso artistico», Paul Planat (§ 1.1.2);
- «[Si tratta di] un faro, un chiodo, un candelabro [...] la cui costruzione non avrebbe mai dovuto essere permessa, ma che per i politici che ne hanno concepito l'idea rappresenta "il simbolo della civiltà industriale"», L'illustration (§ 1.2.2);
- «[Fermiamo la costruzione di questa] torre ridicola e vertiginosa che sovrasta Parigi come la gigantesca ciminiera di una qualsiasi fabbrica, schiacciando ogni cosa con la sua massa barbara e sinistra», protesta degli artisti (§ 1.2.2);
- «Questo lampione veramente tragico», Léon Bloy;
- «L'albero in ferro di rigido sartiame. / Incompiuto, confuso, deforme / [...] Senza né bellezza né stile», François Coppée;
- «Questa piramide allampanata e stecchita di scale di ferro, questo scheletro gigantesco e sgraziato, la cui base sembra esser fatta per sostenere un colossale monumento di Ciclopi e poi finisce con il profilo scarno e ridicolo della ciminiera di una fabbrica», Guy de Maupassant;
- «Questo orrido pilastro tralicciato, questa rete infundibuliforme», Joris-Karl Huysmans.

Il 1º luglio ebbe inizio la costruzione dei quattro enormi piloni a struttura reticolare, caratterizzati da un'inclinazione interna di cinquantaquattro gradi a causa della quale sembravano inesorabilmente destinati ad abbattersi: questa peculiarità destò la curiosità di Eugène-Melchior de Vogüé, il quale deviava ogni giorno la sua passeggiata per assistere alle «quattro zampe megalitiche di questo immenso elefante [che] poggiano sul terreno; dai basamenti di pietra si proiettano in alto gli elementi portanti, audaci travi a sbalzo che sconvolgono completamente tutte le nostre idee sulla stabilità di una costruzione». I vari segmenti metallici, preparati dai «ragazzi addetti ai lavori a terra» alle acciaierie Dupont e Fould di Pompey, erano calcolati, perforati e tagliati con grandissima precisione, e se anche uno solo dei pezzi giunti in cantiere non avesse rispettato gli standard, Eiffel lo avrebbe immediatamente rinviato in fabbrica.
Anche grazie a quest'efficienza i pilastri della torre, costruiti inizialmente a sbalzo e poi sostenuti da impalcature provvisorie di legno, continuarono inesorabilmente ad alzarsi sino a raggiungere un'altezza pari a trenta metri nell'ottobre del 1887. I lavori vennero rallentati solo da un'ulteriore denuncia, sporta da un altro cittadino risentito, e vi fu persino un professore francese di matematica che «predisse che se mai la struttura avesse raggiunto l'altezza di 227 metri, sarebbe inesorabilmente crollata». Altre polemiche interessarono ancora una volta le qualità estetiche della torre e, per di più, anche la sua presunta capacità di perturbare il clima di Parigi, generando una strana calura e persistenti temporali. Il seguente commento è di James Gordon Bennet junior: «Coloro che hanno avuto l'occasione di osservare da vicino la torre si sono accorti che nelle vicinanze cadono spesso forti piogge e nel cielo si formano nubi temporalesche che, private di parte della loro elettricità a causa dei parafulmini, si dirigono oltre e si sciolgono in pesanti rovesci in altre zone della città». Il poeta François Coppée arrivò persino a pubblicare i seguenti versi:
Eiffel, come da consuetudine, ignorò le critiche e ben prestò arrivo a poggiare la prima piattaforma della torre, che era già diventata più alta della cattedrale di Notre-Dame (69 metri), del Pantheon (83 metri) e della cupola degli Invalides, la quale con i suoi 104 metri era stata sino ad allora l'edificio più alto della città. Per celebrare il traguardo nel marzo 1888 Eiffel allestì sulla prima piattaforma un banchetto e vi invitò ottanta giornalisti, tutti impazienti di guardare il panorama parigino da una simile altezza: in quest'occasione, bicchiere di champagne alla mano, l'ingegnere brindò alla propria torre e dichiarò: «Gli inizi sono stati difficili e mi sono state mosse critiche aspre quanto premature. Sono rimasto saldo nella tempesta, soprattutto grazie al costante sostegno di monsieur Lockroy [...] e, grazie al continuo progresso della mia opera, ho fatto il possibile per guadagnare, se non l'opinione degli artisti, almeno quella degli ingegneri e degli scienziati. Desidero dimostrare che, per quanto io sia ben poca cosa, la Francia continua ad avere un posto insigne nell'arte delle costruzioni in ferro».

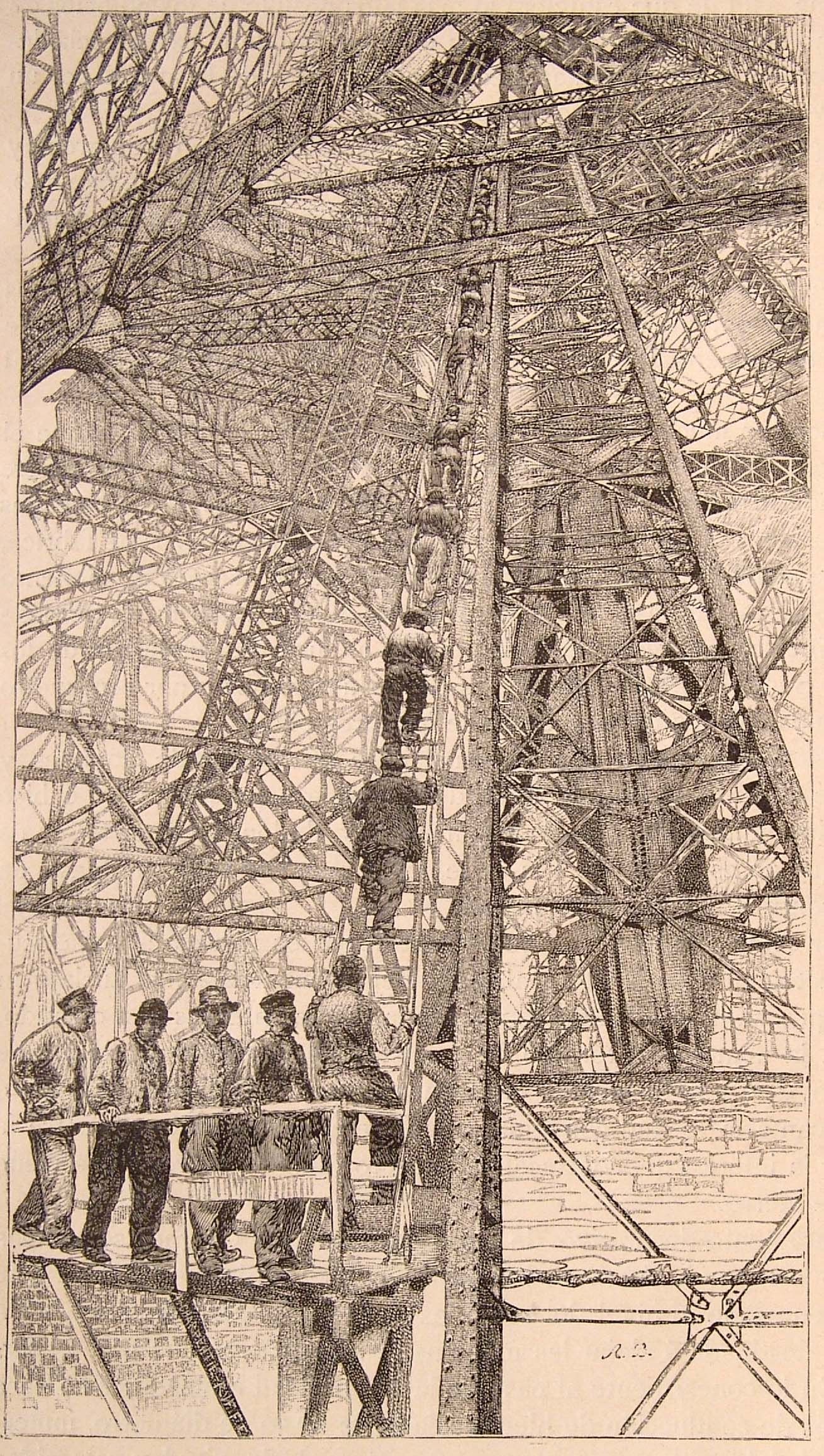
Il cantiere della torre Eiffel, con i vari operai che salgono sulla cima della costruzione

#### L'ascesa della torre continua
La costruzione della torre era ormai divenuta una corsa contro il tempo. Ogni pilastro contava sei squadre di rivettatori e ogni squadra era composta di quattro elementi: uno alla fucina per portare i rivetti al calore bianco; due per battere, uno per ribattere. Sulle rotaie del futuro ascensore scorreva una gru del peso di 12 tonnellate in grado di sollevare elementi prefabbricati anche da 3 000 chili.
Nel luglio 1888 venne completata la seconda piattaforma, a 117 metri di altezza: per celebrare l'avvenimento, e anche la ricorrenza della presa della Bastiglia (che cadeva il 14 luglio) Eiffel decise di far esplodere da tale livello diversi fuochi d'artificio, così da rendere omaggio alla capitale con un variopinto spettacolo pirotecnico. Gli operai, nel frattempo, lavoravano nove ore al giorno, e dovettero resistere sia alle vertigini sia al freddo glaciale dell'inverno 1888-1889. Convinti di essere pagati meno del dovuto, essi in questo periodo misero in essere molti scioperi, esigendo un aumento del 4% della paga base oraria. Per evitare ritardi la loro richiesta venne soddisfatta (anche se tale aumento venne dilazionato su un periodo di quattro mesi), e alle varie squadre vennero persino concessi indumenti di pelle di montone, una mensa, tute impermeabili e vino caldo.
Ciò malgrado le agitazioni continuarono ed Eiffel temeva che, se avesse continuato ad assecondare le loro richieste, avrebbe aperto la strada a ulteriori scioperi: per questo motivo decise di mostrar loro che il suo obiettivo «non era tanto d'ordine finanziario quanto dettato dal desiderio di veder coronato il successo dell'opera: promisi un premio di 100 franchi a tutti gli operai che avessero continuato a lavorare finché fosse stata issata la bandiera in cima alla torre», e dichiarò che «tutti coloro che non si fossero presentati a mezzogiorno del giorno seguente sarebbero stati licenziati e sostituiti da altri lavoratori». Gli operai che non si presentarono all'appello il giorno successivo furono solo due, e vennero prontamente sostituiti da due uomini che - come constatato da Eiffel - «salirono subito fino all'altezza dei 200 metri e in mezza giornata furono in grado di eseguire gli stessi compiti degli altri. Era stato quindi dimostrato che, con l'equipaggiamento adatto, un buon operaio può lavorare a qualsiasi altezza senza problemi».
Quanti si lamentavano di lavorare ad altezze troppo elevate vennero incaricati di installare gli archi decorativi merlettati al primo livello, anche se «i loro compagni li prendevano in giro, chiamandoli gli indispensables, e ben presto ci rinunciarono». Eiffel, d'altronde, studiò la modalità di lavoro in modo che gli operai difficilmente potessero cadere nel vuoto, soprattutto nelle fasi più avanzate dei lavori. Sotto alle postazioni di lavoro fece installare delle reti che resero il cantiere il più sicuro fino ad allora, considerando quelli di edifici particolarmente alti. Il suo sforzo produsse degli ottimi risultati: il cantiere, nella sua globalità, conobbe una sola morte, quella di un operaio italiano malauguratamente caduto dai ponteggi (non durante il suo turno lavorativo).
Anche grazie a queste iniziative la costruzione della torre proseguiva con rapidità e concitazione. A testimoniarcelo è ancora questa volta Eugène-Melchior de Vogüé, il quale visitava quotidianamente il cantiere, registrandone in questo modo i progressi:
(Eugène-Melchior de Vogüé)

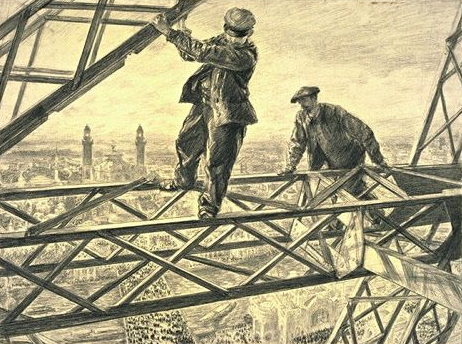
Due operai ritratti mentre si inerpicano tra le travi della torre in costruzione

Nel frattempo, la torre aveva registrato un importante primato, quello di edificio più alto del globo: prima di allora questo record era detenuto dal monumento di Washington, un obelisco di 169 metri eretto nel 1884 nella capitale americana, dopo quasi quarant'anni di lavori. Eiffel non esitò a ribadire la superiorità dei francesi sugli «americani, [che] malgrado il loro spirito imprenditoriale e l'entusiasmo nazionale pungolato» mai riuscirono a erigere una struttura ancora più alta del monumento di Washington. Gli americani, feriti nell'orgoglio, subito attaccarono la torre Eiffel ritenendola «una struttura senza la minima utilità» e la paragonarono, in senso negativo, «alla stele di Washington, a Washington D.C., che in ogni caso è più artistica della torre Eiffel [...] . Se la vertiginosa altezza [della torre Eiffel] non la farà sembrare troppo acuminata e se la cima è stata progettata con un certo gusto, potrebbe non essere spaventoso come è stato previsto». Ciò, in realtà, non era vero, siccome più la torre diveniva alta, più guadagnava in slanciatezza ed eleganza.
Un ultimo problema era ancora senza soluzione: quello degli ascensori. Eiffel, infatti, sapeva che i visitatori della torre sarebbero dovuti giungere sulla sommità della struttura in modo ragionevolmente rapido e in assoluta sicurezza: egli, tuttavia, rifiutò di adottare ascensori in verticale e li volle obliqui, con raggio di curvatura di 48 metri su una distanza di 15 metri. La loro costruzione, affidata alla ditta Otis, fu in effetti molto problematica, anche se fortunatamente non compromise sensibilmente la costruzione della torre, che riuscì comunque a essere portata a termine la domenica 31 marzo 1889.

### L'inaugurazione

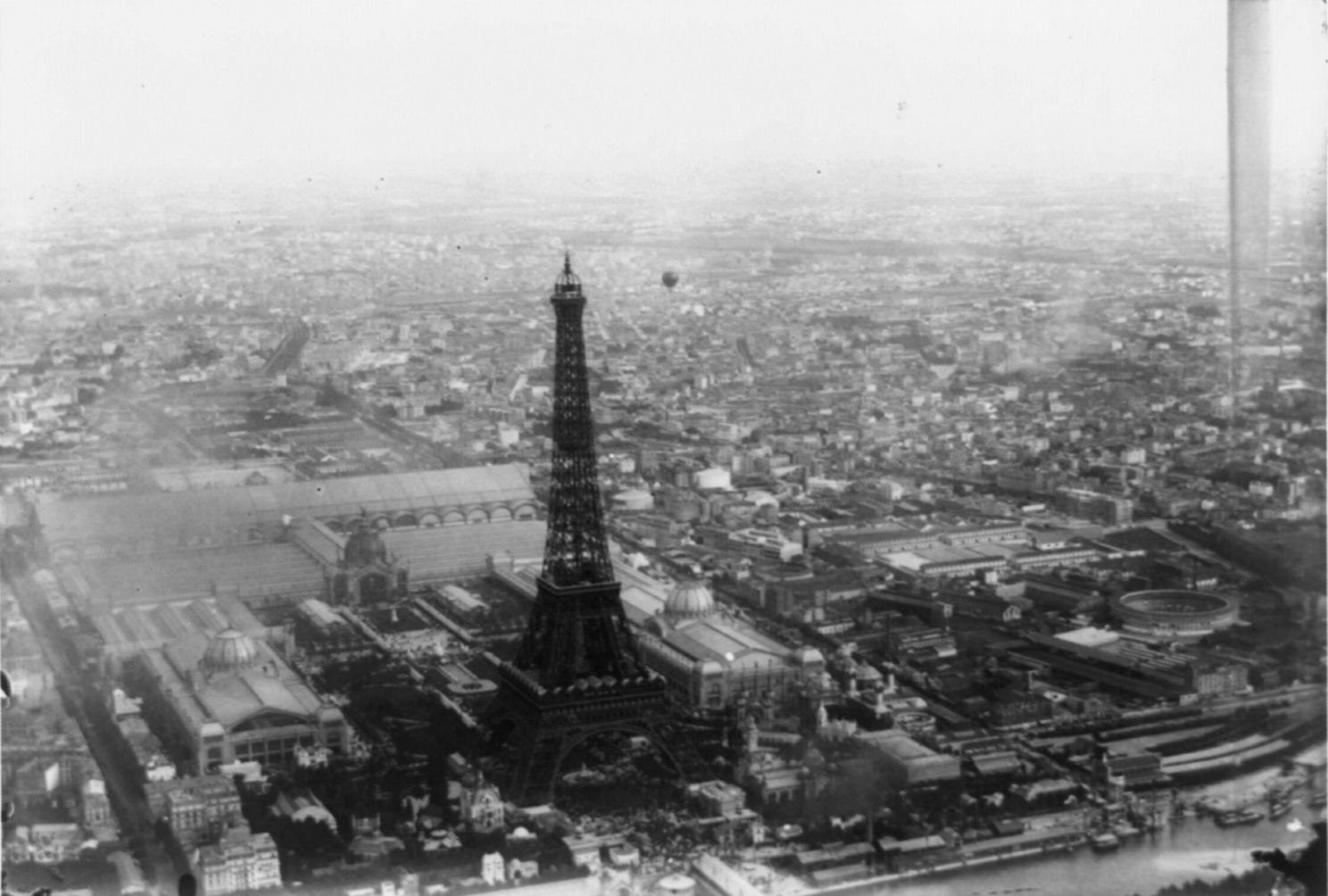
Fotografia aerea scattata da un pallone aerostatico da Alphonse Liébert che riprende la torre e i vari padiglioni dell'Esposizione del 1889

#### «Gloire à Mr. Eiffel et à ses collaborateurs!»
Erano passati ben cinque anni da quando Eiffel iniziò a interessarsi della monumentale Tour en fer de trois cent mètres e, pur tra infinite critiche e difficoltà, era ormai riuscito a portare a termine la sua costruzione appena in tempo per l'Esposizione universale. Il 1º aprile 1889 la tour fu aperta a un gruppo di giornalisti, politici e curiosi: fra di loro vi erano Édouard Lockroy, Pierre Tirard e vari inviati di diverse riviste, come Le Figaro e l'Herald. Insieme a questo gruppo - anche se alcuni, intimoriti dalle vertigini, si fermarono alle piattaforme inferiori - Eiffel giunse sulla sommità della torre. Come riporta Jill Jonnes, dalla torre «i parigini ammirarono estasiati l'inconsueto panorama della loro amata città. La Senna era come un nastro d'argento increspato che si srotolava in un paesaggio in miniatura. La gran parte di loro non aveva mai visto Parigi da una simile altezza. Era uno spettacolo entusiasmante, che destava tuttavia una certa inquietudine». Ancora più vivide sono le parole del giornalista di Le Figaro, il quale contemplando la città dalla torre si rese conto della piccolezza materiale dell'uomo:
(Le Figaro)
A questo punto Eiffel issò il tricolore francese - 4,5 metri per 1,5, con le iniziali R.F. (République Française) ricamate in oro - e, dopo aver intonato La Marseillaise, fece tuonare ventuno colpi di cannone dalla seconda piattaforma.

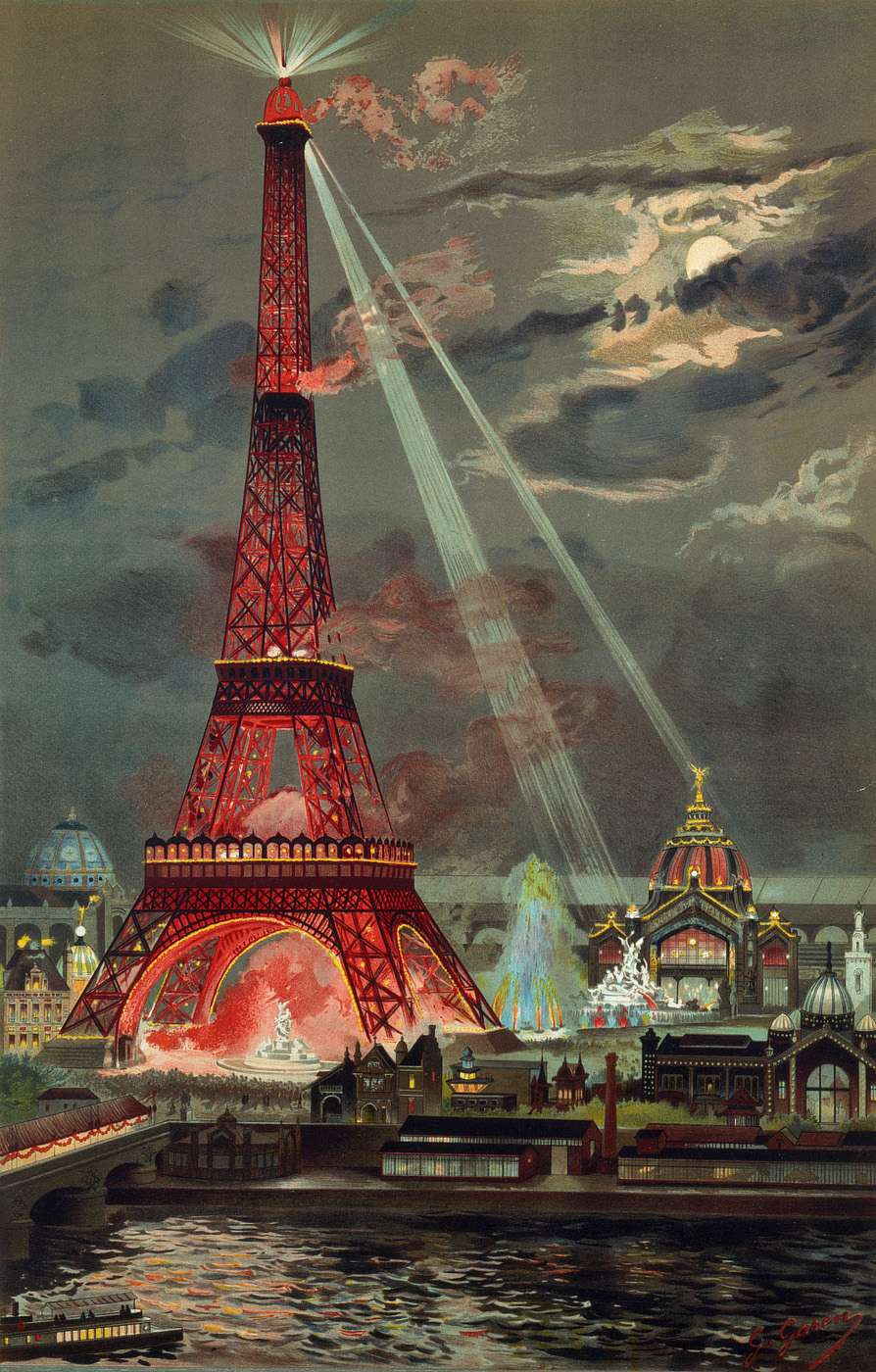
Georges Garen, Embrasement de la Tour Eiffel pendant l’Exposition universelle de 1889

#### L'apertura al pubblico
La torre venne ufficialmente aperta al pubblico alle ore 11:50 del 15 maggio 1889, nove giorni dopo l'inizio dell'Esposizione: erano passati esattamente due anni, quattro mesi e sette giorni da quando vennero inizialmente posate le fondamenta. Era naturalmente presente anche un registro degli ospiti, e il primo ad apporvi la propria firma fu lo stesso Eiffel, che scrisse: «Mezzogiorno meno dieci, 15 maggio 1889. La torre è aperta al pubblico. Finalmente!». Seguì prontamente Sauvestre, che lasciò un commento inebriante: «Midi moins neuf, ouf!» (si tratta di un gioco di parole basato sull'assonanza tra neuf e ouf e che letteralmente significa «Mezzogiorno meno nove, per un pelo!»). Erano presenti anche folle di giornalisti, che scrissero:
La torre, in effetti, presentava diverse imperfezioni, come il mancato funzionamento degli ascensori, anche se ciò non preoccupò minimamente i visitatori dell'Esposizione, disposti anche a salire a piedi pur di ammirare Parigi dall'alto. Anche quando le condizioni meteorologiche erano sfavorevoli circa undicimila-dodicimila persone visitavano la struttura, che divenne sin da subito oggetto indiscusso di ammirazione. Anche i vituperatori più incalliti riconobbero pienamente i loro torti, con la sola eccezione di Guy de Maupassant, il quale scrisse: «Ho lasciato Parigi e anche la Francia perché la torre Eiffel aveva finito per annoiarmi troppo. Non solamente la si vedeva dappertutto, ma la si trovava dappertutto, fatta di tutti i materiali conosciuti, esposta in tutte le vetrine, incubo inevitabile e straziante». L'aneddotica del tempo riporta persino che il Maupassant, pur di non vedere la torre, si ritrovò costretto a pranzare e cenare sui suoi ristoranti, ovvero gli unici luoghi dai quali, ovviamente, la struttura non era visibile.

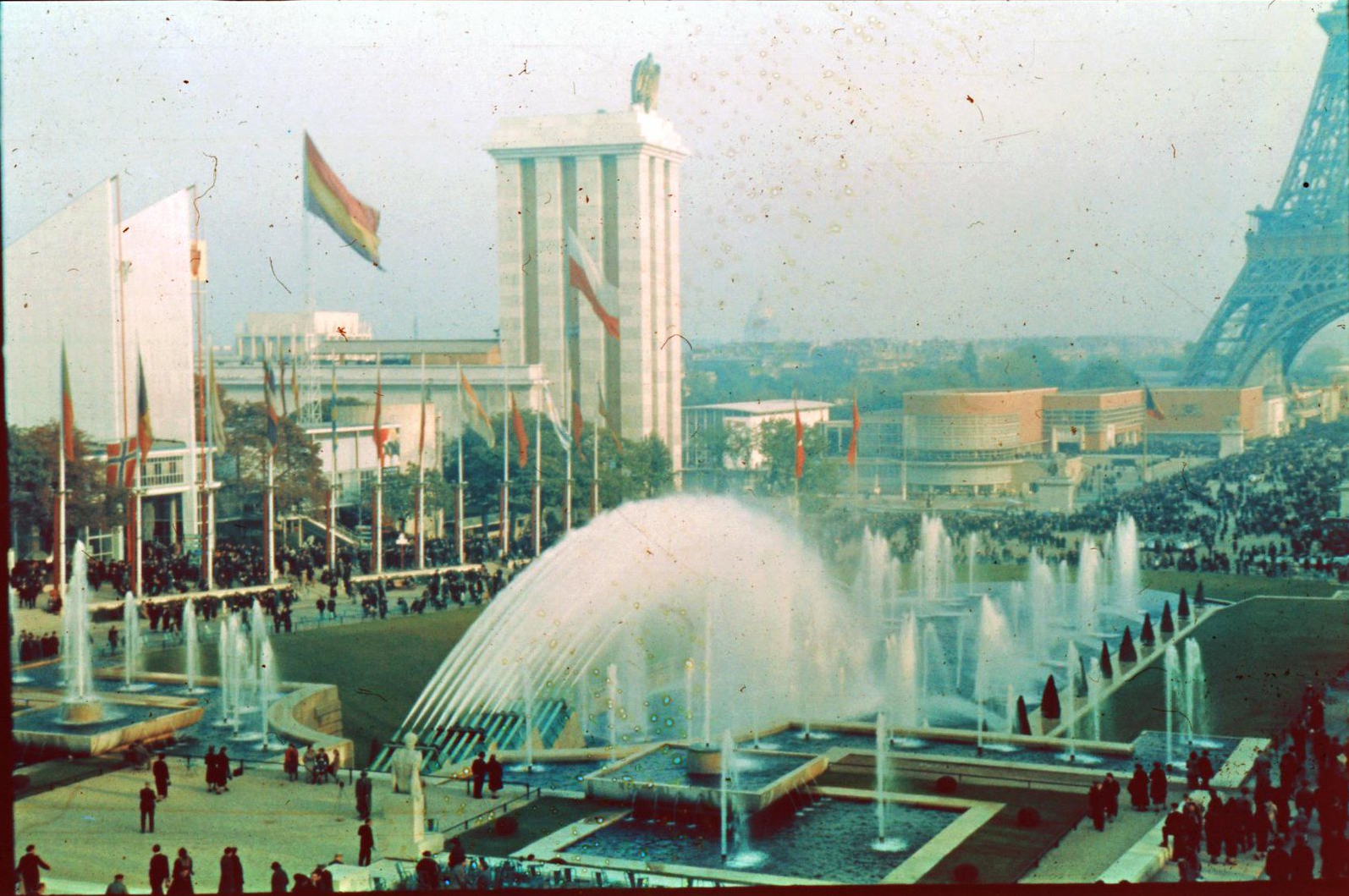
La torre Eiffel durante l'Esposizione universale del 1937 a Parigi, Agfacolor.

I detrattori della torre, tuttavia, si erano ormai ridotti a un'esigua minoranza, tanto che la torre iniziò a godere a Parigi di una grande popolarità: la pâtisserie, la brasserie fiamminga, il bar anglo-americano e i vari ristoranti erano costantemente affollati di intellettuali e personaggi illustri, come Sarah Bernhardt, una delle più acclamate interpreti teatrali del tempo, o Auguste Bartholdi che, in visita alla torre, scrisse sul registro degli ospiti: «Omaggio a Eiffel, in ricordo della Statua della Libertà, di cui egli costruì l'ossatura in ferro». La torre fu particolarmente apprezzata anche dall'americano Thomas Edison, il quale - oltre a regalare a Eiffel un fonografo - gli lasciò la seguente dedica: «A Monsieur Eiffel l'Ingegnere, il coraggioso costruttore di questo esemplare originale e gigantesco d'ingegneria moderna, da parte di un uomo che nutre il massimo rispetto e ammirazione per tutti gli ingegneri, compreso il Grande Ingegnere, le Bon Dieu, Thomas Edison». Particolarmente emblematico fu anche il giudizio di Edmond de Goncourt, l'astro letterario del momento, il quale cenò in cima alla torre la sera di martedì 2 luglio in compagnia di Émile Zola e di altri scrittori e disse che «la torre Eiffel sembrava un faro abbandonato sulla terra da una generazione scomparsa, da una generazione di giganti». Si trattava, in effetti, della struttura più alta del mondo, primato che sarebbe stato superato solo nel 1930 dal Chrysler Building di Manhattan.
L'infatuazione per la torre, tuttavia, fu tutt'altro che passeggera, a tal punto che si decise all'unanimità di non abbatterla, andando quindi oltre i venti anni inizialmente pattuiti. A salvarla dalla distruzione vi fu anche l'installazione di una stazione radiofonica permanente sulla sua sommità, attuata nel 1906, la quale raggiungeva una notevole facilità di trasmissione radio. Si trattò, in effetti, di una decisione assai lungimirante: la torre, infatti, giocò un ruolo chiave nei primi collegamenti telefonici transoceanici e nelle comunicazioni militari della prima guerra mondiale, e nel 1921 si meritò il primato di trasmettere la prima trasmissione radiofonica pubblica d'Europa.

## Descrizione

### Posizione

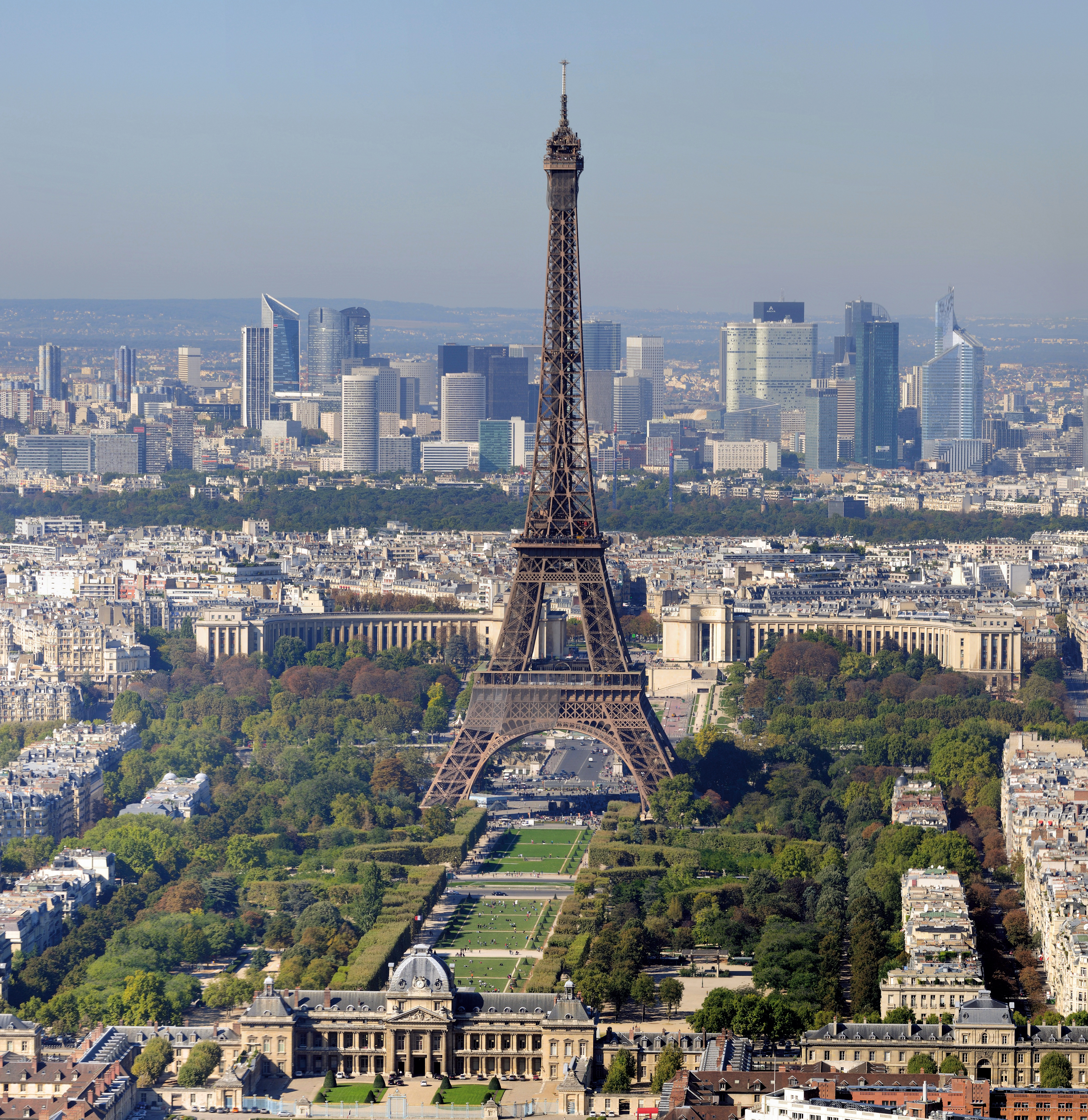
Vista a volo d'uccello della torre e dello Champ de Mars

La torre Eiffel si trova nella parte occidentale del VII arrondissement, nel pieno centro di Parigi, all'estremità nord-occidentale degli Champ de Mars. La struttura è eretta su un piano a 33,50 metri sul livello del mare, non lontano dalle rive della Senna, dove sono dislocati pontili destinati all'ormeggio di imbarcazioni da diporto. Tutt'intorno alla torre si ergono edifici di grande interesse storico e architettonico, come l'École militaire, il Pont d'Iéna, il Palais de Chaillot con Trocadéro e la sede dell'UNESCO.
La torre si trova in uno dei punti nevralgici della viabilità parigina, essendo a poca distanza da assi rotabili di primaria importanza come avenue Gustave Eiffel, avenue de la Bourdonnais, avenue de Suffren e infine la trafficata Quai Branly (che sfocia nel Pont d'Iéna, sulla Senna). Queste quattro direttrici, intersecandosi, descrivono un rettangolo all'interno del quale si inserisce la torre, circondata da un fitto boschetto e da alcuni laghetti, con le strade interne completamente pedonalizzate.
La zona è servita da numerose stazioni della metropolitana di Parigi, prime tra tutte Bir-Hakeim (sulla linea 6), Trocadéro (linee 6, 9) ed École Militaire (linea 8). Nella zona, inoltre, corre la linea ferroviaria suburbana RER C, la quale presta servizio alla stazione di Champ de Mars, ubicata a poca distanza dalla struttura. Oltre ai vari mezzi su rotaia, la torre Eiffel è servita anche da numerosissime linee di autobus.

### Primo piano

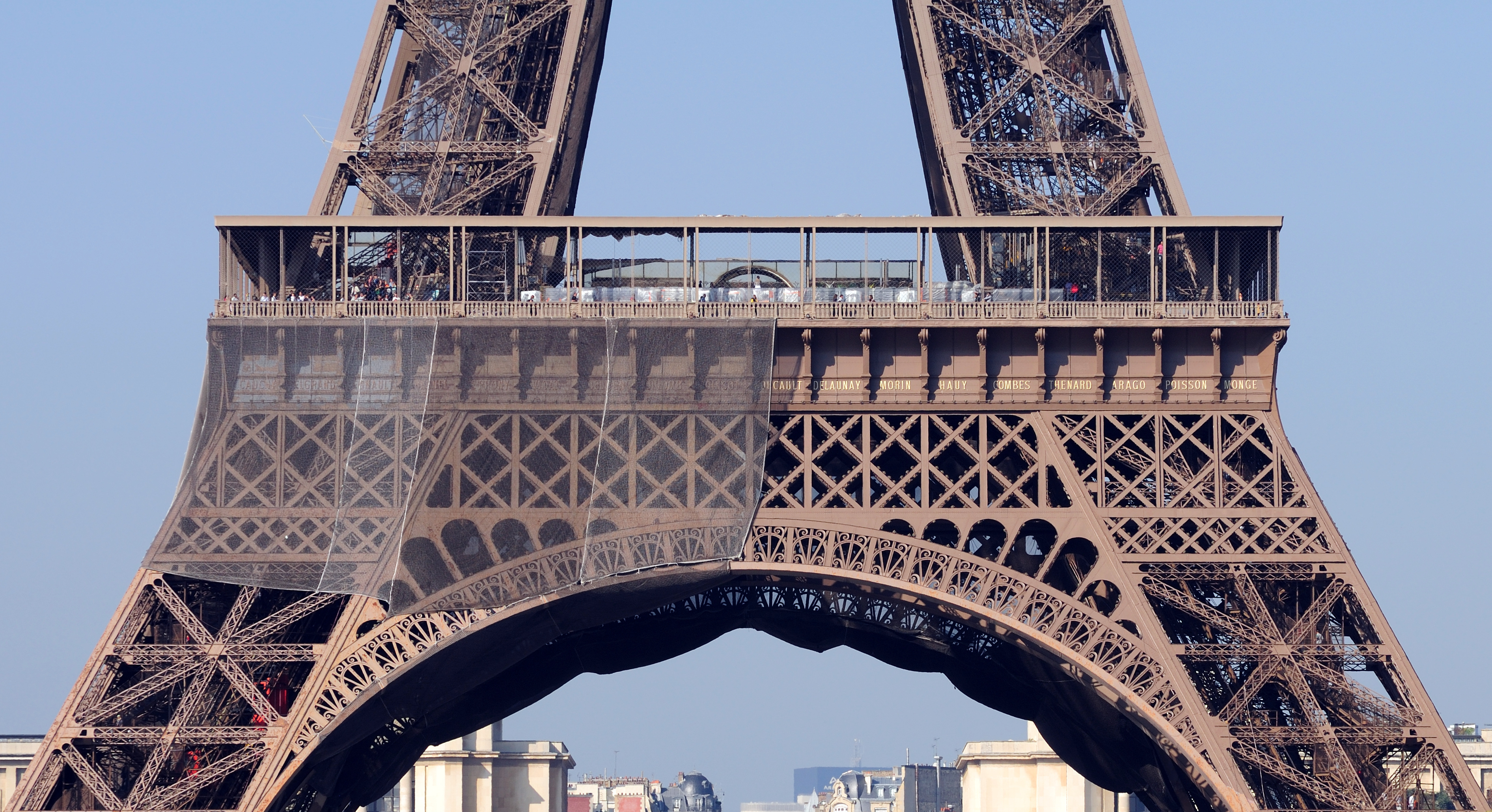
Foto della prima piattaforma

Il primo piano, ubicato a 57,63 metri dal livello del suolo ed esteso per 4 250 metri quadrati, è in grado di accogliere tremila visitatori alla volta. Presso questa piattaforma si trova il ristorante minimalista 58 Tour Eiffel e il cinema a otto schermi Cineiffel che, oltre a narrare la storia della struttura, può essere anche impiegato come spazio espositivo per finalità didattiche. Il belvedere su Parigi è corredato di adeguati pannelli informativi, così da consentire ai visitatori di localizzare più agevolmente le varie attrazioni della città. Questa piattaforma, oltre a sfruttare una facciata in vetro a doppia curvatura, presenta anche un pavimento in cristallo trasparente, con il quale i visitatori sperimentano la sensazione di camminare sul vuoto. Qui, un tempo, erano inoltre ubicati la brasserie fiamminga e il bar anglo-americano, attività che hanno cessato di operare nel 1937.
Lungo il fregio che corre al di sotto di questa piattaforma, lungo i quattro lati della struttura, Eiffel fece incidere i nomi dei 72 cittadini illustri, tra scienziati, matematici e ingegneri, i cui studi hanno consentito la costruzione della torre stessa.

### Secondo piano

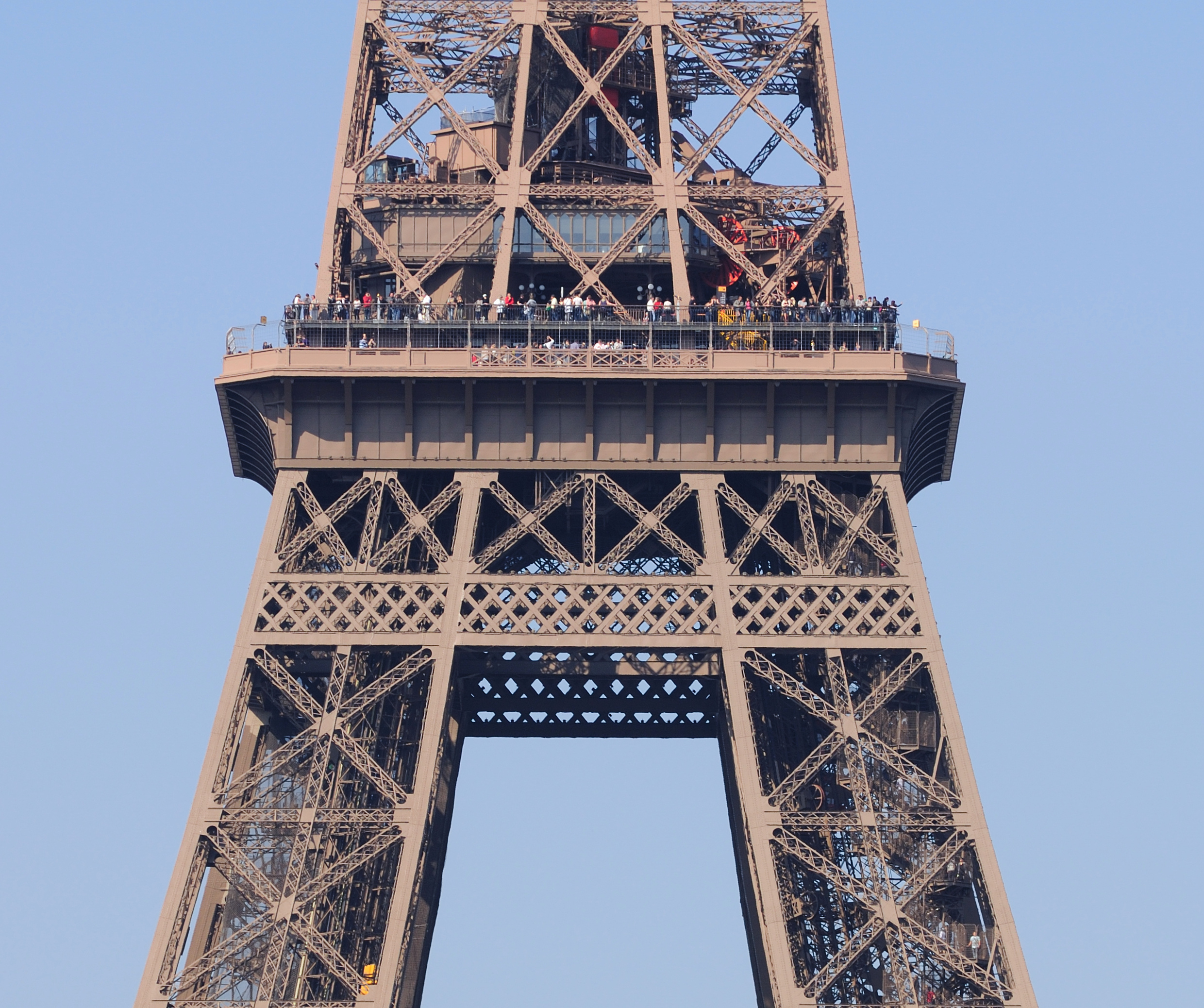
Foto della seconda piattaforma

Il secondo piano, ubicato a 115 metri dal livello del suolo ed esteso per 1 650 metri quadrati, è in grado di accogliere milleseicento visitatori alla volta. I visitatori possono arrivare alla seconda piattaforma in modo selettivo, scegliendo tra gli ascensori, più rapidi e costosi, o le scale, per un totale di 704 gradini. Per arrivare al terzo livello, invece, bisogna obbligatoriamente utilizzare gli ascensori.
Anche questo livello, come il primo, presenta ampie zone panoramiche che consentono ai visitatori di godere del panorama di Parigi. Peculiarità di questa piattaforma è il ristorante Jules Verne, molto ricercato e formale, che propone piatti ispirati alla tradizione gastronomica francese ma reinterpretati in chiave contemporanea: è servito persino da un ascensore dedicato ed è presente nella guida Michelin. Oltre alla consueta area ristoro, il secondo livello presenta anche un percorso corredato da un buon apparato cartografico, iconografico e testuale.

### Terzo piano
Il terzo piano, ubicato a 276 metri dal suolo, è raggiungibile solo attraverso l'ascensore, per il semplice motivo che le scale sono vietate ai visitatori.

### Resistenza al carico gravitazionale, al sovraccarico di esercizio e al vento
La sagoma della torre non è stata determinata da ragioni estetiche, o dall'estro artistico di Eiffel e dei suoi dipendenti, bensì da considerazioni di fisica e di matematica, legate all'esigenza di contrastare adeguatamente la forza del vento che esercita, sull'intera struttura, una spinta orizzontale, e che potrebbe potenzialmente comprometterne l'equilibrio. La curvatura degli spigoli della torre è dovuta proprio a questi calcoli, e il suo profilo sinuoso e dinamico converte le sollecitazioni di flessione e taglio in sollecitazioni di compressione alla base, scaricando così a terra non solo il proprio peso, bensì anche la spinta del vento. Altra escogitazione di Eiffel per ridurre le sollecitazioni del vento fu l'adozione di una struttura reticolare: la torre è formata da una robusta travatura metallica a maglie triangolari, la quale riduce l'area esposta al vento che, dunque, non ha a disposizione molto spazio per esercitare la sua pressione. Si tratta, dunque, di un'intuizione vincente per ottenere la minima resistenza possibile al vento.

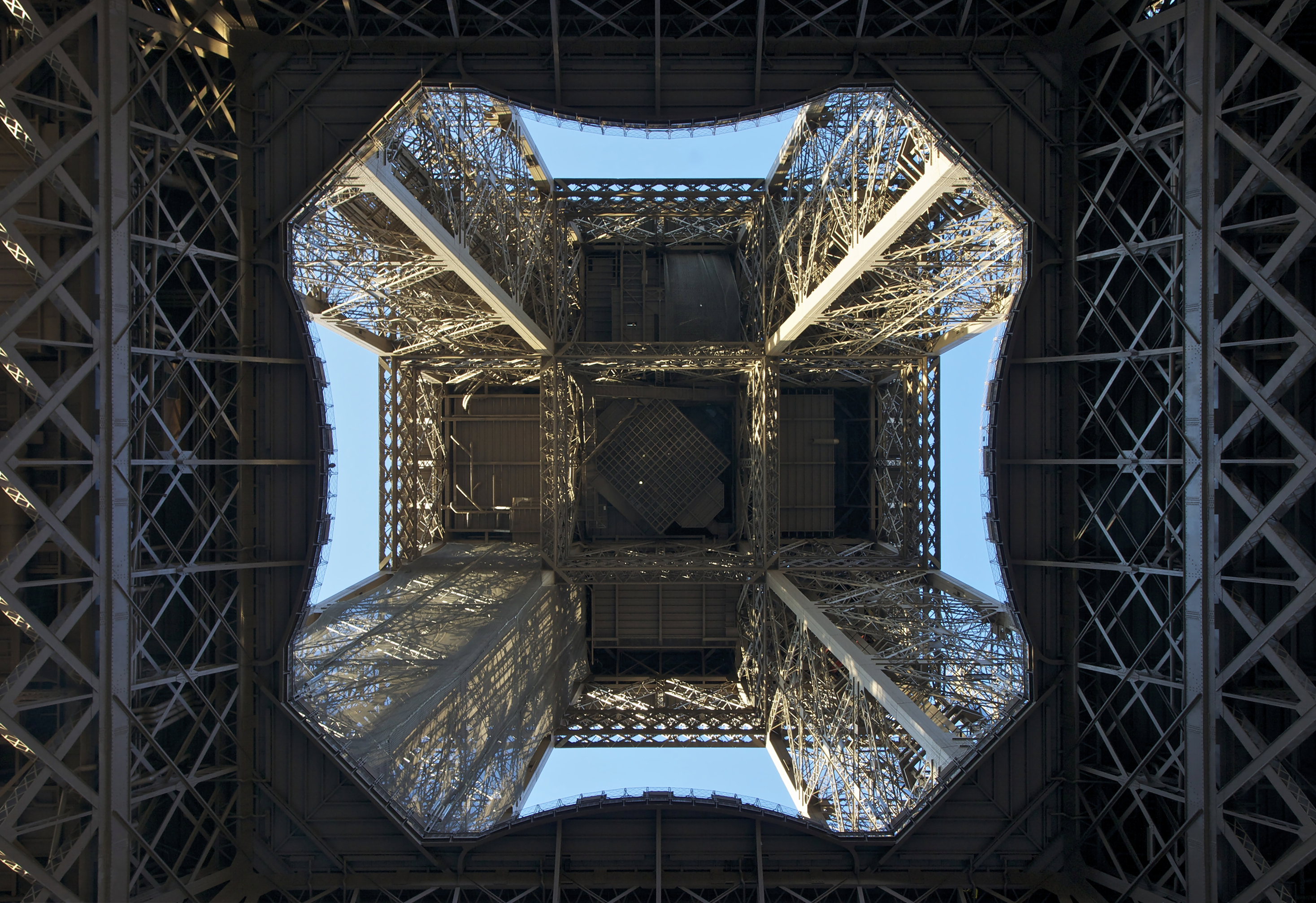
La torre vista da sotto

Lo stesso Eiffel affrontò il problema del controventamento della torre il 30 settembre 1885 in una conferenza alla Società degli Ingegneri Civili:
(Gustave Eiffel)
Due studiosi statunitensi, Patrick Weidman e Iosif Pinelis, hanno persino ricavato un'equazione in grado di descrivere fedelmente il profilo della torre Eiffel. Lo studio, intitolato Model Equations for the Eiffel Tower Profile: Historical Perspective and a New Equation e pubblicato sulla rivista francese Comptes Rendus Mécanique, giunge comunque a formulare un'equazione integrale non lineare abbastanza complessa. Eiffel non poté certo usufruire di questi calcoli così avanzati, ma concepì la sagoma della torre basandosi sulla progressiva diminuzione dei momenti flettenti con l'altezza: la forma così ottenuta, in questo modo, trasforma gli sforzi di taglio in sforzi di compressione, ideali per una struttura reticolare, e minimizza le oscillazioni. Per quanto concerne l'angolazione dei quattro pilastri alla base, infine, rimandiamo alle osservazioni di Cari W. Condit riportate nello scritto Il controventamento dei fabbricati:
(Cari W. Condit, Il controventamento dei fabbricati)

### Caratterizzazione sperimentale dinamica della torre
Uno studio sperimentale ha mostrato che il primo modo di vibrare flessionale della torre avviene alla frequenza di 0,3 Hz e che essa insiste su un terreno che ha un modo di vibrare a 2 Hz. Gli studi della risposta dinamica delle strutture e dei terreni sono particolarmente rilevanti nelle zone sismiche. Parigi non è una città a elevata pericolosità sismica ma la caratterizzazione modale dinamica è ugualmente significativa in relazione al vento. Lo stesso studio ha portato alla costruzione di un modello agli elementi finiti della torre che ne riproduce il comportamento dinamico, calibrandolo sulla base dei dati sperimentali.

### La torre in cifre

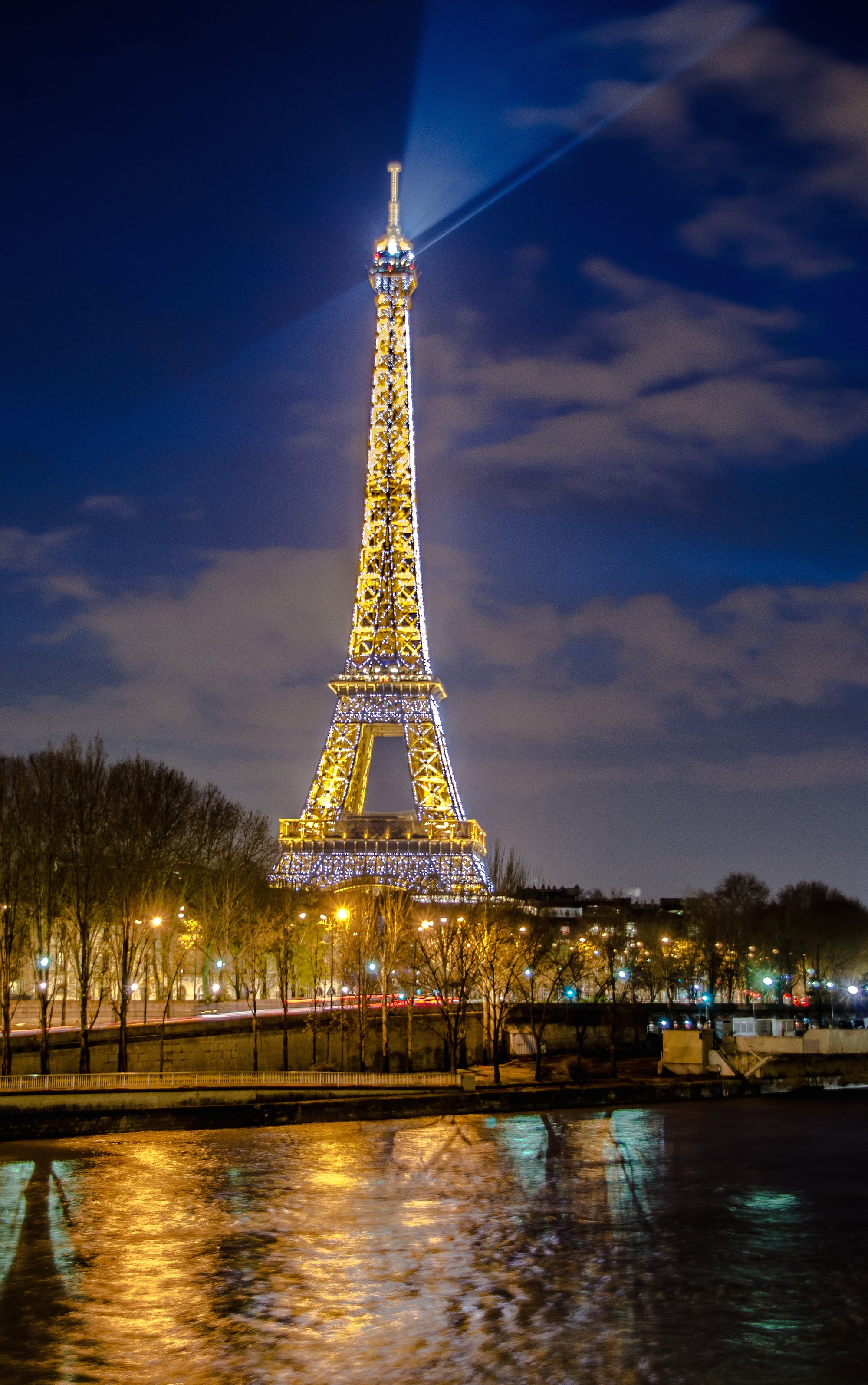
Veduta della torre di notte, con il faro alla sommità

I dati qui riportati sono tratti integralmente dal libro The Eiffel tower.
Panoramica
- Disegni: 700 viste d'insieme e 3 600 disegni dettagliati per i manufatti prefabbricati
- Composizione: 18 038 elementi metallici e 2 500 000 rivetti
- Peso totale: 10 000 tonnellate
- Peso della carpenteria in metallo: 7 300 tonnellate
- Costo totale: 7 800 000 franchi-oro
- Numero di visitatori: oltre 200 milioni dal 1889.
- Nuovo impianto d'illuminazione: 352 proiettori
- Potenza: 320 kW
- Dispendio annuo di elettricità: 680 000 kWh
- Durata delle lampadine: 6 000 ore
- Numero di gradini: 1 665 a partire dal suolo
- Verniciatura: i 200 000 metri quadri di superficie della torre vengono riverniciati ogni sette anni, per un totale di 60 tonnellate di vernice applicate in un intervento di durata 16 mesi per un costo totale di 3 milioni di euro
- Passo tra i pilastri alla base: 124,90 metri
- Distanza tra i pilastri: 72,25 metri
- Larghezza dei pilastri: 26,08 metri

Primo piano
- Altezza della piattaforma: 57,63 metri
- Facciata esterna: 70,69 metri
- Superficie della piattaforma: 4 200 metri quadrati
- Portata massima della piattaforma: 3 000 persone

Secondo piano
- Altezza della piattaforma: 115,88 metri
- Facciata esterna: 40,96 metri
- Superficie della piattaforma: 1 650 metri quadrati
- Portata massima della piattaforma: 1 600 persone

Terzo piano
- Altezza complessiva nel 1889 (dal suolo alla bandiera): 312,27 metri
- Altezza complessiva odierna: 324 metri
- Altezza sopra il livello del mare: 352,20 metri
- Altezza della piattaforma: 276,13 metri
- Facciata esterna: 18,65 metri
- Superficie della piattaforma: 350 metri quadrati
- Portata massima della piattaforma: 400 persone

Spostamento della vetta
- Sotto l'azione del calore: fino a 18 centimetri
- Sotto l'azione del vento: fino a 7 centimetri

## Accoglienza

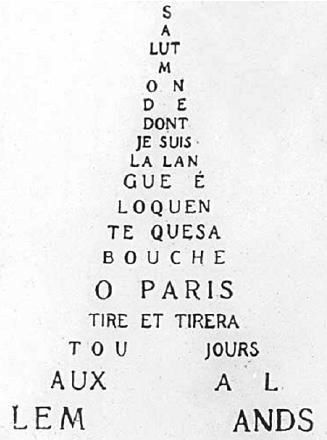
Calligramma di Guillaume Apollinaire con le varie parole disposte in modo da riprodurre la sagoma della torre:

Sterminata è stata l'eco riscossa dalla torre Eiffel nel corso dei decenni. Dal punto di vista architettonico, la torre ha rappresentato il trionfo del funzionalismo, in ragione a quanto abbiamo già detto nel paragrafo Resistenza al carico gravitazionale, al sovraccarico di esercizio e al vento. Sulla scia della torre Eiffel vennero progettate la torre di Blackpool, struttura fortemente debitrice alla costruzione parigina, e il progetto della Watkin's Tower, ardita struttura in metallo da erigersi sul sito dell'attuale stadio di Wembley, a Londra, ma mai portata a compimento. Della torre Eiffel, inoltre, si contano varie repliche, come quella del parco divertimenti Window of the World di Shenzhen, in Cina, quella di Paris (in Texas) e quella celebre in scala 1:2 del Paris Las Vegas. Si indicano altre copie della torre Eiffel, con la data di costruzione e l’altezza: la torre di Tokyo, Giappone (1958, 333 m); Eiffel Tower di Tianducheng, Hangzou, Cina (2007, 108 m); torre metallica di Fourvière, Lione, Francia (1892-1894, 101 m); la torre panoramica di Petřín, Praga, Repubblica Ceca (1891, 63,5 m); Eiffel Tower, Slobozia, Romania (1996, 54 m); Eiffel Tower, Parizh, Chelayabinsk Oblast, Russia (2005, 50 m).
La torre Eiffel si impose rapidamente anche come un imprescindibile riferimento iconografico per decine di artisti: si trattava infatti di un monumento che, per usare le parole della critica d'arte Emanuela Pulvirenti, «non era caratteristico come la torre di Pisa, non era leggendario come la torre di Babele, ma emanava il fascino del progresso e la bellezza dell’essenzialità». Tra i primi a subire il fascino della torre vi fu certamente Georges Seurat, padre del pointillisme, il quale realizzò un dipinto che prende l'esatto nome di La Tour Eiffel. Troviamo la struttura, in ogni caso, anche nei dipinti di Robert Delaunay, che la raffigura attraverso i canoni propri del cubismo orfico, scomponendola su più piani in composizioni dal dinamismo elettrizzante e giocoso; il Delaunay riprese il soggetto della torre anche nella tarda maturità, rispettandone la forma e le proporzioni ma utilizzando prospettive estremamente scorciate o riprese dall'alto. Marc Chagall la descrisse con un linguaggio onirico e fiabesco, tipico della sua produzione, mentre Raoul Dufy preferì esaltarne il ruolo fondamentale all'interno dello scenario urbano parigino. Ancora più peculiare è il calligramma di Guillaume Apollinaire, caratterizzato da un'estrosa disposizione tipografica delle parole, disposte in modo da formare proprio il profilo della torre.

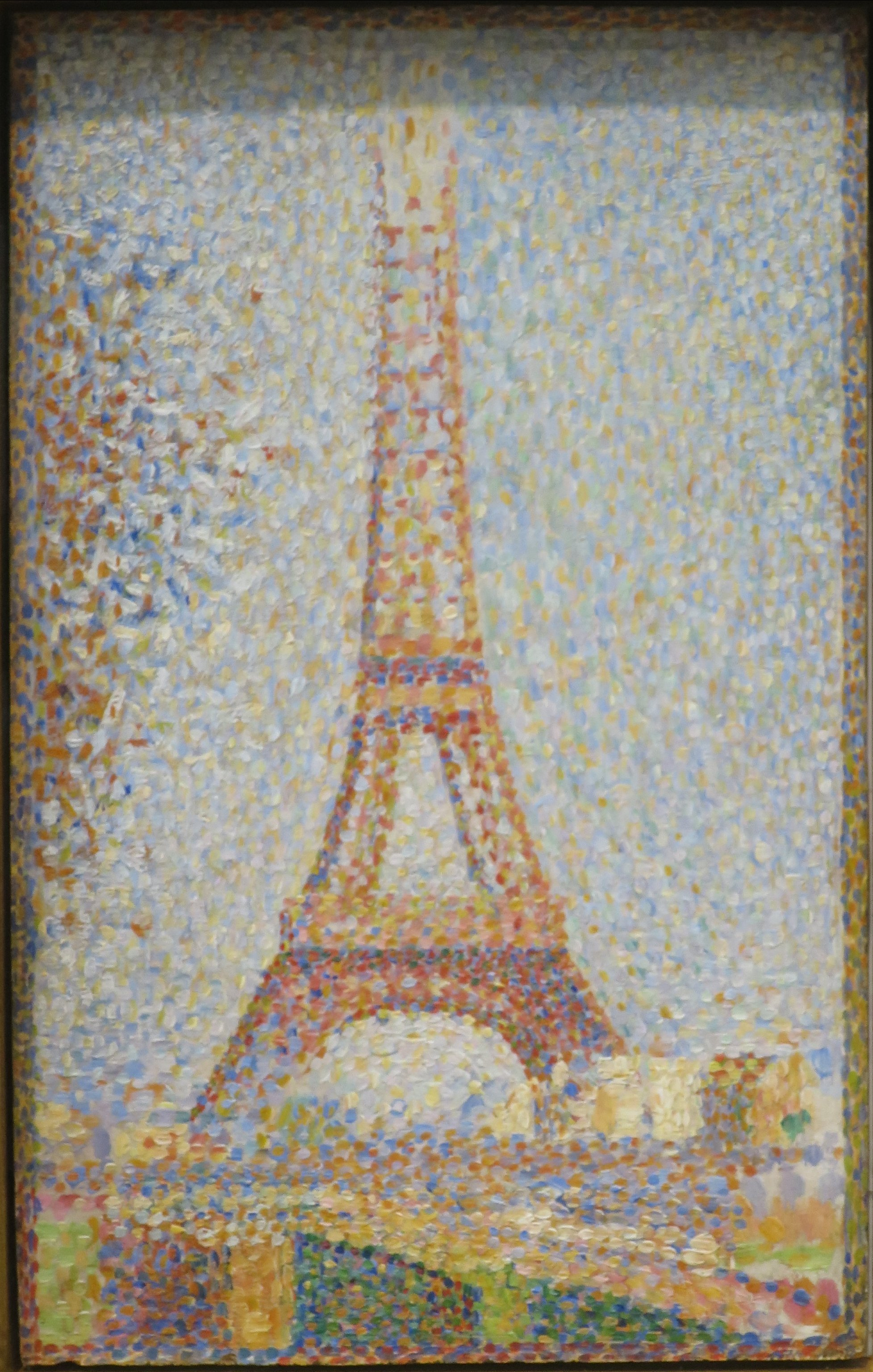
Georges Seurat, La Tour Eiffel (1889); olio su tela, 24×15,2 cm, Fine Arts Museum, San Francisco

La valenza iconografica della torre Eiffel fu valorizzata anche da vari fotografi e, soprattutto, cinematografi. I fratelli Lumière vi realizzarono un cortometraggio denominato Panorama pendant l'ascension de la tour Eiffel [Panorama durante l'ascesa della torre Eiffel], e Georges Méliès non esitò a includerla nella propria pellicola sull'Esposizione universale del 1900, tenutasi sempre a Parigi. Molto spesso la torre Eiffel viene inclusa nei film per suggerire la collocazione geografica degli eventi narrati, ambientati totalmente o in parte a Parigi: è questo il caso di Parigi che dorme - Albert, uno dei protagonisti, è proprio il guardiano della torre - ma anche dei film Casablanca, Il ponte sul fiume Kwai, I 400 colpi e L'incredibile avventura di Mr. Holland.
La torre Eiffel, struttura alla quale sono stati dedicati numerosi omaggi filatelici, è stata inoltre interessata da una massiccia campagna di marketing. La sua immagine viene riprodotta in miriadi di portachiavi, souvenir, spille, cartoline, e nel 2013 è stato stimato che il suo brand sia equiparabile a una cifra dell'ordine di quattrocento miliardi di euro. Sono state molte, d'altronde, le aziende che si sono servite della torre Eiffel per pubblicizzare i propri prodotti: basti pensare alla Citroën, che nel 1923 iscrisse il proprio nome sul traliccio della torre Eiffel, impiegando 250 000 lampadine e seicento chilometri di filo elettrico, o agli spot di Air France, Yves Saint Laurent, Jean-Paul Gaultier, e Campari.
| Anno | Visitatori | Anno | Visitatori                | Anno | Visitatori                | Anno | Visitatori | Anno | Visitatori | Anno | Visitatori | Anno | Visitatori |
| ---- | ---------- | ---- | ------------------------- | ---- | ------------------------- | ---- | ---------- | ---- | ---------- | ---- | ---------- | ---- | ---------- |
| 1889 | 1 968 287  | 1910 | 203 803                   | 1931 | 822 550                   | 1952 | 1 250 094  | 1973 | 2 914 814  | 1994 | 5 419 462  | 2015 | 6 917 000  |
| 1890 | 393 414    | 1911 | 204 168                   | 1932 | 339 242                   | 1953 | 1 204 371  | 1974 | 3 018 455  | 1995 | 5 212 677  | 2016 | 5 841 026  |
| 1891 | 335 829    | 1912 | 258 950                   | 1933 | 363 720                   | 1954 | 1 301 152  | 1975 | 3 045 573  | 1996 | 5 530 279  | 2017 | 6 207 303  |
| 1892 | 277 276    | 1913 | 261 337                   | 1934 | 322 969                   | 1955 | 1 435 192  | 1976 | 3 050 606  | 1997 | 5 719 773  |      |            |
| 1893 | 265 894    | 1914 | 152 725                   | 1935 | 288 643                   | 1956 | 1 476 400  | 1977 | 3 298 844  | 1998 | 6 051 603  |      |            |
| 1894 | 210 836    | 1915 | chiusa per cause belliche | 1936 | 264 145                   | 1957 | 1 632 647  | 1978 | 3 430 886  | 1999 | 6 368 534  |      |            |
| 1895 | 218 974    | 1916 | chiusa per cause belliche | 1937 | 809 978                   | 1958 | 1 591 005  | 1979 | 3 429 571  | 2000 | 6 315 324  |      |            |
| 1896 | 226 654    | 1917 | chiusa per cause belliche | 1938 | 258 306                   | 1959 | 1 668 558  | 1980 | 3 594 190  | 2001 | 6 103 987  |      |            |
| 1897 | 199 827    | 1918 | chiusa per cause belliche | 1939 | 252 495                   | 1960 | 1 735 230  | 1981 | 3 393 208  | 2002 | 6 157 042  |      |            |
| 1898 | 183 391    | 1919 | 311 714                   | 1940 | chiusa per cause belliche | 1961 | 1 763 448  | 1982 | 3 399 683  | 2003 | 5 864 969  |      |            |
| 1899 | 149 580    | 1920 | 417 869                   | 1941 | chiusa per cause belliche | 1962 | 1 735 796  | 1983 | 3 701 558  | 2004 | 6 230 050  |      |            |
| 1900 | 1 024 887  | 1921 | 426 635                   | 1942 | chiusa per cause belliche | 1963 | 2 013 594  | 1984 | 4 183 857  | 2005 | 6 428 441  |      |            |
| 1901 | 131 724    | 1922 | 422 172                   | 1943 | chiusa per cause belliche | 1964 | 2 143 173  | 1985 | 4 368 573  | 2006 | 6 719 200  |      |            |
| 1902 | 121 144    | 1923 | 551 444                   | 1944 | chiusa per cause belliche | 1965 | 2 295 193  | 1986 | 4 386 291  | 2007 | 6 959 186  |      |            |
| 1903 | 122 979    | 1924 | 585 730                   | 1945 | chiusa per cause belliche | 1966 | 2 405 554  | 1987 | 4 293 187  | 2008 | 6 929 463  |      |            |
| 1904 | 156 918    | 1925 | 631 758                   | 1946 | 603 349                   | 1967 | 2 416 502  | 1988 | 4 668 468  | 2009 | 6 603 792  |      |            |
| 1905 | 169 770    | 1926 | 657 004                   | 1947 | 1 009 161                 | 1968 | 2 070 417  | 1989 | 5 580 363  | 2010 | 6 709 634  |      |            |
| 1906 | 182 399    | 1927 | 555 087                   | 1948 | 958 386                   | 1969 | 2 561 157  | 1990 | 5 698 613  | 2011 | 7 086 273  |      |            |
| 1907 | 190 026    | 1928 | 634 819                   | 1949 | 1 143 046                 | 1970 | 2 757 768  | 1991 | 5 442 346  | 2012 | 6 270 000  |      |            |
| 1908 | 189 338    | 1929 | 577 624                   | 1950 | 1 026 631                 | 1971 | 2 899 070  | 1992 | 5 747 357  | 2013 | 6 740 000  |      |            |
| 1909 | 181 574    | 1930 | 580 075                   | 1951 | 1 129 637                 | 1972 | 3 003 659  | 1993 | 5 537 155  | 2014 | 7 097 302  |      |            |

## Incisioni
L'ingegnere Gustave Eiffel decise di far incidere, sotto la balconata del primo piano della torre, i nomi di 72 cittadini francesi - soprattutto scienziati e ingegneri - in segno di riconoscimento per i loro studi. I nomi, ben visibili dal suolo, si trovano su tutti i quattro lati della torre (18 per ciascun lato); erano stati ricoperti di vernice all'inizio del XX secolo, ma vennero recuperati e restaurati tra il 1986 e il 1987.
Qui di seguito si riporta la lista completa, facciata per facciata, dei nomi dei 72 cittadini incisi sulla torre Eiffel:

### La facciata Trocadéro
| N. | Nome inciso | Nome completo                  | Anno di nascita e di morte | Professione            |
| -- | ----------- | ------------------------------ | -------------------------- | ---------------------- |
| 1  | SEGUIN      | Marc Seguin                    | 1786-1875                  | ingegnere              |
| 2  | LALANDE     | Jérôme Lalande                 | 1732-1807                  | astronomo              |
| 3  | TRESCA      | Henri Tresca                   | 1814-1885                  | ingegnere              |
| 4  | PONCELET    | Jean-Victor Poncelet           | 1788-1867                  | matematico e ingegnere |
| 5  | BRESSE      | Jacques Antoine Charles Bresse | 1822-1883                  | ingegnere              |
| 6  | LAGRANGE    | Joseph-Louis Lagrange          | 1736-1813                  | matematico             |
| 7  | BELANGER    | Jean-Baptiste Charles Bélanger | 1790-1874                  | matematico             |
| 8  | CUVIER      | Georges Cuvier                 | 1769-1832                  | naturalista            |
| 9  | LAPLACE     | Pierre-Simon Laplace           | 1749-1827                  | astronomo e matematico |
| 10 | DULONG      | Pierre Louis Dulong            | 1785-1838                  | fisico e chimico       |
| 11 | CHASLES     | Michel Chasles                 | 1793-1880                  | matematico             |
| 12 | LAVOISIER   | Antoine Lavoisier              | 1743-1794                  | chimico                |
| 13 | AMPERE      | André-Marie Ampère             | 1775-1836                  | matematico e fisico    |
| 14 | CHEVREUL    | Michel Eugène Chevreul         | 1786-1889                  | chimico                |
| 15 | FLACHAT     | Eugène Flachat                 | 1802-1873                  | ingegnere              |
| 16 | NAVIER      | Claude-Louis Navier            | 1785-1835                  | matematico             |
| 17 | LEGENDRE    | Adrien-Marie Legendre          | 1752-1833                  | matematico             |
| 18 | CHAPTAL     | Jean-Antoine Chaptal           | 1756-1832                  | agronomo e chimico     |

### La facciata Grenelle
| N. | Nome inciso  | Nome completo                  | Anno di nascita e di morte | Professione                |
| -- | ------------ | ------------------------------ | -------------------------- | -------------------------- |
| 19 | JAMIN        | Jules Jamin                    | 1818-1886                  | fisico                     |
| 20 | GAY-LUSSAC   | Joseph Louis Gay-Lussac        | 1778-1850                  | chimico                    |
| 21 | FIZEAU       | Hippolyte Fizeau               | 1819-1896                  | fisico                     |
| 22 | SCHNEIDER    | Eugène Schneider               | 1805-1875                  | industriale                |
| 23 | LE CHATELIER | Louis Le Chatelier             | 1815-1873                  | chimico                    |
| 24 | BERTHIER     | Pierre Berthier                | 1782-1861                  | mineralogista              |
| 25 | BARRAL       | Jean-Augustin Barral           | 1819-1884                  | agronomo, chimico e fisico |
| 26 | DE DION      | Henri de Dion                  | 1828-1878                  | ingegnere                  |
| 27 | GOUIN        | Ernest Goüin                   | 1815-1885                  | ingegnere e industriale    |
| 28 | JOUSSELIN    | Louis Didier Jousselin         | 1776-1858                  | ingegnere                  |
| 29 | BROCA        | Paul Broca                     | 1824-1880                  | medico e antropologo       |
| 30 | BECQUEREL    | Antoine César Becquerel        | 1788-1878                  | fisico                     |
| 31 | CORIOLIS     | Gaspard-Gustave Coriolis       | 1792-1843                  | ingegnere                  |
| 32 | CAIL         | Jean-François Cail             | 1804-1871                  | industriale                |
| 33 | TRIGER       | Jacques Triger                 | 1801-1867                  | ingegnere                  |
| 34 | GIFFARD      | Henri Giffard                  | 1825-1882                  | inventore                  |
| 35 | PERRIER      | François Perrier               | 1833-1888                  | geografo e matematico      |
| 36 | STURM        | Jacques Charles François Sturm | 1803-1855                  | matematico                 |

### La facciata École Militaire
| N. | Nome inciso | Nome completo              | Anno di nascita e di morte | Professione         |
| -- | ----------- | -------------------------- | -------------------------- | ------------------- |
| 37 | CAUCHY      | Augustin Louis Cauchy      | 1789-1857                  | matematico          |
| 38 | BELGRAND    | Eugène Belgrand            | 1810-1878                  | ingegnere           |
| 39 | REGNAULT    | Henri Victor Regnault      | 1810-1878                  | chimico e fisico    |
| 40 | FRESNEL     | Augustin Fresnel           | 1788-1827                  | fisico              |
| 41 | DE PRONY    | Gaspard de Prony           | 1755-1839                  | ingegnere           |
| 42 | VICAT       | Louis Vicat                | 1786-1861                  | ingegnere           |
| 43 | EBELMEN     | Jacques-Joseph Ebelmen     | 1814-1852                  | chimico             |
| 44 | COULOMB     | Charles de Coulomb         | 1736-1806                  | fisico              |
| 45 | POINSOT     | Louis Poinsot              | 1777-1859                  | matematico          |
| 46 | FOUCAULT    | Jean Bernard Léon Foucault | 1819-1868                  | fisico              |
| 47 | DELAUNAY    | Charles-Eugène Delaunay    | 1816-1872                  | astronomo           |
| 48 | MORIN       | Arthur Morin               | 1795-1880                  | matematico e fisico |
| 49 | HAUY        | René Just Haüy             | 1743-1822                  | mineralogista       |
| 50 | COMBES      | Charles Combes             | 1801-1872                  | ingegnere           |
| 51 | THENARD     | Louis Jacques Thénard      | 1777-1857                  | chimico             |
| 52 | ARAGO       | François Arago             | 1786-1853                  | astronomo e fisico  |
| 53 | POISSON     | Siméon Denis Poisson       | 1781-1840                  | matematico          |
| 54 | MONGE       | Gaspard Monge              | 1746-1818                  | matematico          |

### La facciata La Bourdonnais
| N. | Nome inciso | Nome completo                    | Anno di nascita e di morte | Professione                                |
| -- | ----------- | -------------------------------- | -------------------------- | ------------------------------------------ |
| 55 | PETIET      | Jules Petiet                     | 1813-1871                  | ingegnere                                  |
| 56 | DAGUERRE    | Louis Daguerre                   | 1787-1851                  | pittore e chimico                          |
| 57 | WURTZ       | Charles-Adolphe Wurtz            | 1817-1884                  | chimico                                    |
| 58 | LE VERRIER  | Urbain Le Verrier                | 1811-1877                  | astronomo                                  |
| 59 | PERDONNET   | Auguste Perdonnet                | 1808-1867                  | ingegnere                                  |
| 60 | DELAMBRE    | Jean-Baptiste Joseph Delambre    | 1749-1822                  | astronomo                                  |
| 61 | MALUS       | Étienne-Louis Malus              | 1775-1812                  | ingegnere, fisico e matematico             |
| 62 | BREGUET     | Louis Breguet                    | 1804-1883                  | fisico                                     |
| 63 | POLONCEAU   | Camille Polonceau                | 1813-1859                  | ingegnere                                  |
| 64 | DUMAS       | Jean Baptiste Dumas              | 1800-1884                  | chimico e politico                         |
| 65 | CLAPEYRON   | Benoît Paul Émile Clapeyron      | 1799-1864                  | ingegnere e fisico                         |
| 66 | BORDA       | Jean-Charles de Borda            | 1733-1799                  | matematico, fisico, ammiraglio e metrologo |
| 67 | FOURIER     | Joseph Fourier                   | 1768-1830                  | matematico e fisico                        |
| 68 | BICHAT      | Marie François Xavier Bichat     | 1771-1802                  | anatomista e fisiologo                     |
| 69 | SAUVAGE     | François Clément Sauvage         | 1814-1872                  | ingegnere                                  |
| 70 | PELOUZE     | Théophile-Jules Pelouze          | 1807-1867                  | chimico                                    |
| 71 | CARNOT      | Lazare Nicolas Marguerite Carnot | 1753-1823                  | matematico e fisico                        |
| 72 | LAME        | Gabriel Lamé                     | 1795-1870                  | matematico e fisico                        |

### Torri ispirate alla Eiffel
- Watkin's Tower
- Blackpool Tower